# Història del Pakistan

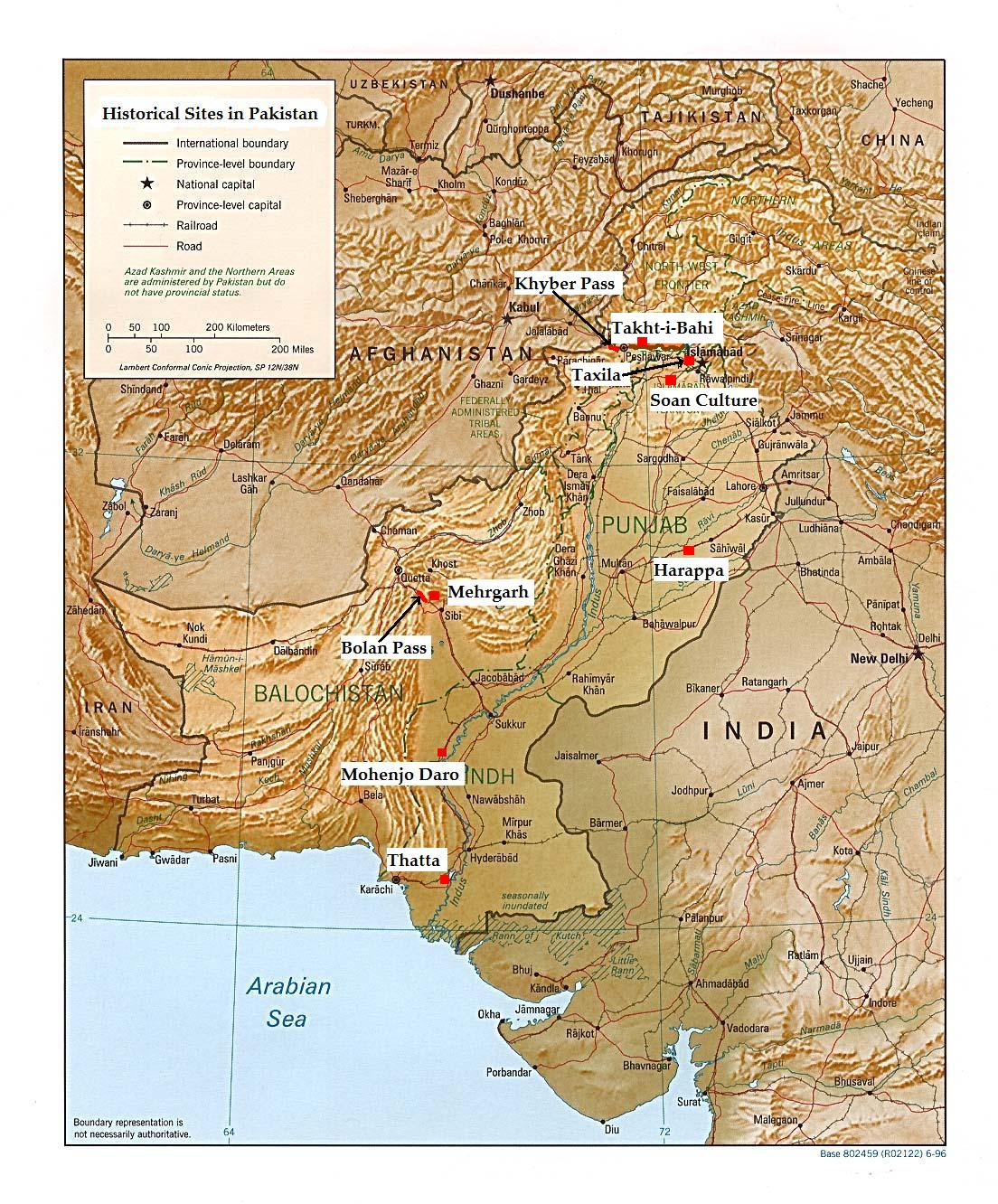
Un mapa on es perfilen els llocs històrics del Pakistan

Es considera que els primers habitants coneguts de l'actual regió del Pakistan van ser els soanians (Homo erectus), que s'instal·laren a la vall de Soan i Riwat fa gairebé 2 milions d'anys. Durant diversos milers d'anys després, la regió es desenvoluparia amb diverses civilitzacions com ara Mehrgarh i la civilització de la vall de l'Indus. Abans de la independència com a estat modern el 1947, el país fou de vegades independent i de vegades subjecte a diversos imperis colonials, tot això durant diversos períodes. La història antiga de la regió també inclou alguns dels imperis més antics del subcontinent i algunes de les seves civilitzacions més importants.
El Pakistan és un estat multiregional. Pels volts del segle xviii, el territori s'incorporà a l'Índia Britànica. La història política de la nació començà amb el naixement de la Lliga Musulmana el 1906 per protegir interessos musulmans, enmig de negligència i la subrepresentació, en cas que el Raj Britànic decidís concedir l'autogovern local. El 29 de desembre de 1930, sir Muhammad Iqbal feu una crida per a un estat autònom en "Índia nord-occidental per a musulmans indis". La Lliga aconseguí popularitat a les darreries dels anys 30. Muhammad Ali Jinnah defensava la teoria de les dues nacions i portà la Lliga a acceptar la resolució de Lahore de 1940, en què es demanava la formació d'estats independents a l'est i l'oest de l'Índia Britànica. Finalment, un Pakistan unit, però discontinu territorialment -Pakistan occidental i Pakistan oriental- aconseguí la independència dels britànics el 14 d'agost de 1947. Després d'una guerra civil, la regió de Bengala de Pakistan oriental, separada per una distància considerable des de la resta del Pakistan, es convertiria en l'estat independent de Bangladesh el 1971.
El Pakistan es declarà República islàmica amb l'adopció d'una constitució el 1956, però el govern civil va ser aturat pel cop militar de 1958, dirigit per Ayub Khan, que governà durant un període d'inestabilitat interna i una segona guerra amb l'Índia el 1965. Les queixes econòmiques i la interdicció dels drets cívics, civils i de família al Pakistan oriental conduí a tensions polítiques violentes i repressió de l'exèrcit, la qual cosa intensificà la guerra civil, que fou seguida per una tercera guerra amb l'Índia. La derrota del Pakistan en la guerra en el fons conduïa a la secessió de Pakistan oriental i el naixement de Bangladesh.
El govern civil continuà des de 1972 a 1977 sota Zulfikar Ali Bhutto, fins que fou deposat pel general Muhammad Zia-ul-Haq, que es convertí en el tercer president militar del país. Les obsoletes polítiques seculars del Pakistan es canviaren pel nou codi legal islàmic, la xaria, que augmentava les influències religioses sobre la societat civil i els militars. Amb la mort de Zia-ul-Haq el 1988, Benazir Bhutto, filla de Zulfikar Ali Bhutto, va ser elegida com a primera ministra, i fou la primera dona (i fins ara l'única) a ocupar aquest càrrec. Durant la dècada següent, alternà el poder amb Nawaz Sharif, mentre la situació política i econòmica del país empitjorava. Les tensions militars en el conflicte de Kargil amb l'Índia foren seguides pel cop d'estat de 1999, en el qual el general Pervez Musharraf assumí els poders executius.
El 2001, Musharraf es nomenava a si mateix president després de la dimissió de Rafiq Tarar. En les eleccions parlamentàries del 2002, Musharraf transferí els poders executius al recentment elegit primer ministre Zafarullah Khan Jamali, que va ser succeït durant el 2004 per Shaukat Aziz. El 15 de novembre de 2007, l'Assemblea Nacional completà el seu termini de mandat i es nomenà un govern interí amb l'antic president del senat, Muhammad Mian Soomro com a primer ministre. Després de l'assassinat de Benazir Bhutto, que resultà en una sèrie d'esdeveniments polítics importants, el seu marit Asif Ali Zardari fou elegit finalment com a nou president el 2008. Actualment el president de Pakistan es Asif Ali zardari.

## Prehistòria

### Cultura del Soanià
El soanià és una cultura arqueològica del Paleolític inferior (circa 500000 a 1250000 aC), contemporània a l'Acheulià. Se li posa el nom de la vall de Sohan, o Soan, als turons Sivalik, prop de les modernes Islamabad i Rāwalpindi, al Pakistan. Els portadors d'aquesta cultura eren Homo erectus. A Adiyala i Khasala, a uns 16 km de Rawalpindi, en la corba del riu Soan, es van descobrir centenars d'eines tallants fetes amb còdols. No s'ha trobat cap esquelet humà amb aquesta antiguitat. A la gorja de riu Soan, han aparegut moltes roques fòssils de suport. També allà s'han trobat fòssils, de 14 milions d'anys d'antiguitat, de gasela, rinoceront, cocodril, girafa i rosegadors. Alguns d'aquests fòssils s'exhibeixen al Museu d'Història Natural d'Islamabad.

### Mehrgarh
Mehrgarh (7000-5500 aC), a la plana Kachi del Balutxistan, és un important jaciment neolític descobert el 1974, on trobem les primeres evidències del conreu de la terra i el pasturatge, i odontologia. Els primers residents vivien en cases de maons de fang, emmagatzemaven gra en graners, modelaven eines amb mineral de coure, conreaven ordi, blat, gínjol i dàtils, i pasturaven ovelles, cabres i altre bestiar. Com que la civilització progressava (5500-2600 aC), els residents començaren a desenvolupar diversos oficis, incloent-hi la talla de pedres, adoberia, producció de grans, i treball dels metalls. El lloc estigué contínuament ocupat fins al 2600 aC, quan començaren a ocórrer canvis climàtics. Entre 2600 i 2000 aC, la regió es tornà més àrida i Mehrgarh fou abandonada en favor de la vall de l'Indus, on una nova civilització es trobava en les primeres etapes de desenvolupament.

### Civilització de la vall de l'Indus
La civilització de la vall de l'Indus es desenvolupà entre els anys 3300-1700 aC a les ribes de l'Indus. En el seu apogeu, la civilització tenia una població d'uns 5 milions en centenars d'assentaments que s'estenien fins al mar d'Aràbia, al sud-est i est de l'actual Afganistan, sud-est de l'Iran i l'Himàlaia. Els majors centres urbans eren a Dholavira, Kalibangan, Harappa, Lothal, Mohenjo-Daro, i Rakhigarhi, i una cultura derivada anomenada cultura de Kulli (2500-2000 aC) al Balutxistan del sud, que tenia assentaments similars, ceràmica i uns altres artefactes. La civilització desaparegué abruptament al voltant de 1700 aC.
En la primera part del segon mil·lenni aC, existí la civilització Rigvedic, entre el Sapta Sindhu i els rius Yamuna-Ganges. La ciutat de Tàxila, al Pakistan del nord, esdevingué important per la religió vèdica (i més tard pel budisme).

## Història antiga

### Període vèdic

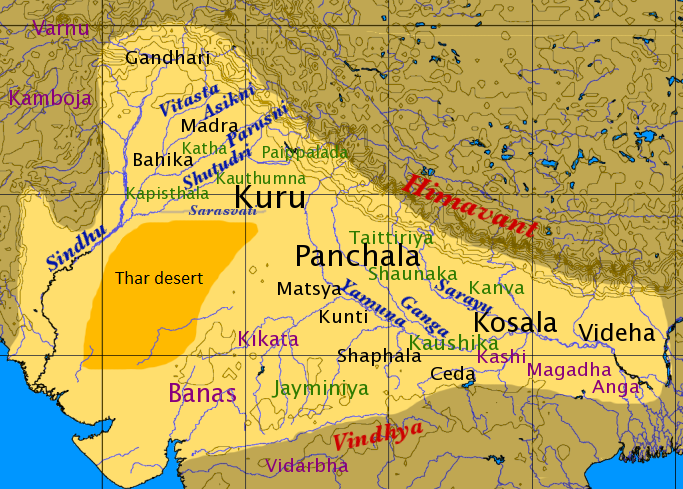
Mapa de l'Índia durant el període vèdic, incloent-hi l'actual Pakistan

El període vèdic és caracteritzat per la cultura indoària associada als textos vedes, sagrats per als hindús, que foren compostos oralment en sànscrit vèdic. Els vedes són alguns dels textos existents més antics, gairebé com els d'Egipte i Mesopotàmia. El període vèdic durà entre 1500 i 500 aC, i posà els fonaments de l'hinduisme i uns altres aspectes culturals de la primerenca societat índia.
La primera societat vèdica constava de grups dedicats en gran part al pasturatge, amb un últim assentament a Harappan que havia estat abandonat. Després de l'època del Rigveda, la societat ària esdevingué cada vegada més agrícola i s'organitzava socialment al voltant del quatre varnes, o classes socials. A part dels vedes, textos principals de l'hinduisme, es diu que els temes bàsics de les èpiques sànscrites, Ramayana i Mahabharata, té els seus orígens finals durant aquest període. La primera presència indoària probablement correspon, en part, a la cultura de la ceràmica pintada d'ocre.
El Regne de Kuru correspon a la cultura de la ceràmica negra i vermella i a la cultura de la ceràmica pintada de gris i al començament de l'edat del ferro a l'Índia, al voltant de 1000 aC, així com a la composició de l'Atharvaveda, el primer text indi que esmenta el ferro com a śyāma ayas, literalment 'metall negre'. La cultura de la ceràmica pintada de gris abastà bona part del nord de l'Índia des del 1100 fins al 600 aC. El període vèdic també establí repúbliques com Vaisali, que existia ja en una època tan primerenca com el segle vi aC, i persistí en algunes àrees fins al segle iv de la nostra era. La darrera part d'aquest període es correspon amb un moviment creixent fora del sistema tribal previ cap a l'establiment de regnes, anomenats mahajanapades.

### Imperi Aquemènida

Bona part del que ara és Pakistan es trobà en el seu temps sota domini de l'Imperi aquemènida. Tàxila esdevingué una satrapia durant el regnat de Darios I el Gran

Les planes de l'Indus formaren la satrapia més rica i populosa de la dinastia Aquemènida durant gairebé dos segles, endegada amb el regnat de Darios I el Gran (522-485 aC). La seva herència influí en la regió, p. ex., en l'adopció de l'escriptura aramea, que els aquemènides utilitzaven per a la llengua persa; però després del final de govern aquemènida, altres sistemes d'escriptura es convertiren en més populars, com ara el kharosthi (derivat de l'arameu) i l'alfabet grec.

### Invasió grega

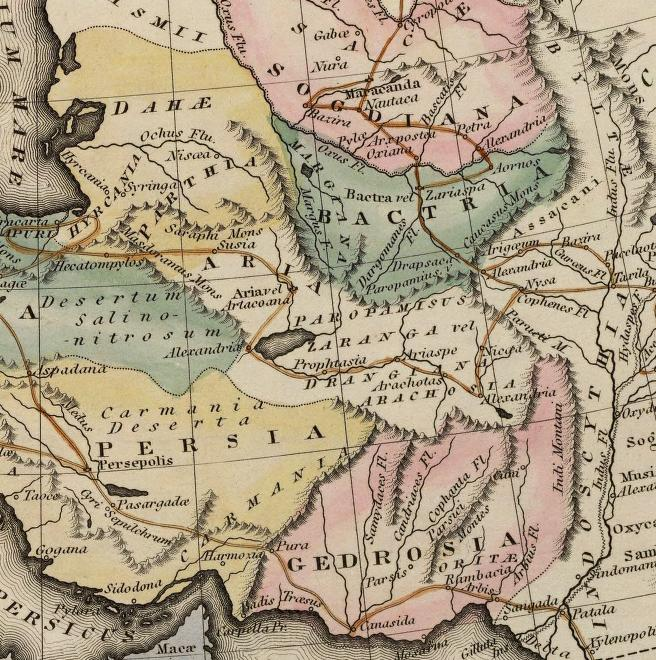
Mapa on es mostra la ruta d'Alexandre el Gran

Esclafant l'Imperi aquemènida, Alexandre el Gran, el rei grec de Macedònia, finalment envaí la regió del Pakistan modern i conquerí bona part del Panjab. Després de derrotar Poros d'Hidaspes en la feroç Batalla del riu Hidaspes, en l'actual Jhelum, les seves tropes cansades de batalla es negaren a avançar més lluny, cap a l'Índia, per lluitar contra el formidable exèrcit de la dinastia Nanda i la seva avantguarda d'elefants trepitjadors, noves monstruositats per als invasors. Per això, Alexandre continuà cap al sud-oest al llarg de la vall de l'Indus. Al llarg del camí, participà en unes quantes batalles amb regnes més petits abans de fer anar el seu exèrcit cap a l'oest, a través de l'inhòspit desert de Makran, cap a l'Iran modern. Alexandre fundà uns quants assentaments macedonis i grecs a Gandhara, Panjab i Sind. Durant aquell temps, molts grecs s'instal·laren pertot arreu al Pakistan, la qual cosa inicia la interacció entre la cultura de la Grècia hel·lenística i la regió predominantment hindú, les cultures zoroastristes i budistes.
Després de la inoportuna mort d'Alexandre el 323 aC, els seus Diàdocs ('generals') es repartiren l'imperi entre ells mateixos, i el senyor de la guerra macedoni Seleuc I Nicàtor establí l'Imperi Selèucida, que incloïa la plana de l'Indus. Al voltant de 250 aC, la part oriental de l'Imperi seleúcida es distancià per formar el Regne grec de Bactriana.

### Imperi Maurya

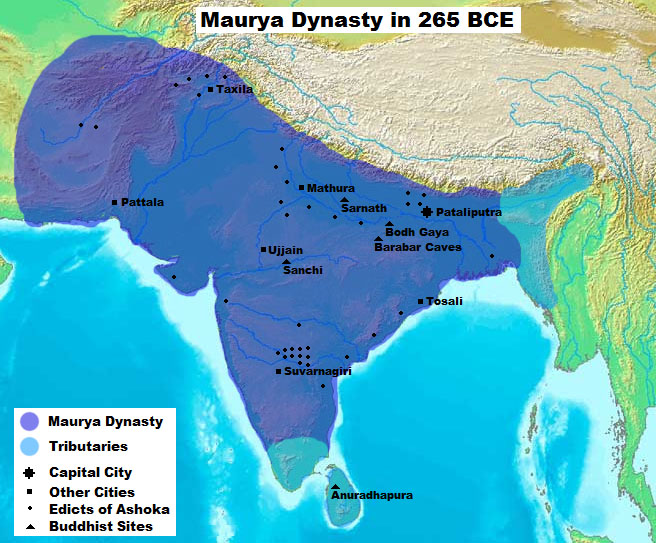
Imperi Maurya sota Aixoka

L'actual Pakistan fou conquerit per l'Imperi Maurya, que estava liderat per Chandragupta Maurya de Magadha, el qual enderrocà la poderosa dinastia Nanda de Magadha. Es diu que Seleuc va arribar a un tractat de pau amb Chandragupta, que atorgava el control del sud de territori de l'Hindu Kush a ell, amb un matrimoni de consanguinis i 500 elefants.
Els mauryans eren seguidors del budisme i l'hinduisme. Amb una àrea de 5.000.000 km², era un dels imperis més grans del món en el seu temps, i el més gran que hi ha hagut mai al subcontinent indi. En la seva màxima extensió, l'imperi s'estenia al nord al llarg dels límits naturals de l'Himàlaia, i a l'est s'estenia al que és ara província d'Assam, prop de la frontera amb Myanmar. A l'oest, conquerí el Pakistan, i s'annexionà el Balutxistan, la part sud-est de l'Iran i bona part del que ara és l'Afganistan, incloent-hi les modernes províncies d'Herat i Kandahar. L'imperi s'expandí a les regions centrals i del sud de l'Índia per part dels emperadors Chandragupta i Bindusara, però exclogué una porció petita de regions tribals inexplorades i boscoses prop del Regne de Kalinga (moderna Orissa), fins que fou conquerit per Aixoka en la Guerra de Kalinga. La seva decadència començà 60 anys després que acabés el govern d'Aixoka, i es dissolgué el 185 aC amb la fundació de l'Imperi Sunga a Magadha.
Sota Chandragupta, l'Imperi Maurya conquerí la regió del trans-Indus, que estava sota domini macedoni. Chandragupta llavors derrotava la invasió liderada per Seleuc I Nicàtor, un general grec de l'exèrcit d'Alexandre. Sota Chandragupta i els seus successors, s'expandiren i creixeren a través de l'Índia el comerç intern i extern, i les activitats agrícoles i econòmiques, gràcies a la creació d'un sistema únic i eficient de finances, administració i seguretat.
Després de la Guerra de Kalinga, l'imperi experimentà mig segle de pau i seguretat sota Aixoka. L'Índia Maurya també gaudí d'una era d'harmonia social, transformació religiosa, i expansió de les ciències i del coneixement. Chandragupta Maurya abraçà el jainisme, la qual cosa augmentà la renovació social i religiosa i la reforma de la seva societat, mentre que s'ha dit que l'abraçada del budisme per part d'Aixoka va comportar l'establiment d'un regnat de pau social i política i no-violència a través de tota l'Índia. Aixoka patrocinà l'extensió dels ideals budistes a Sri Lanka, sud-est d'Àsia, Àsia occidental i Europa mediterrània.

### Cultura de Gandhara
El grecobudisme fou el sincretisme entre la cultura de la Grècia clàssica i el budisme en la que era llavors la regió de Gandhara a l'Afganistan, modern Pakistan, entre el segle IV aC i el segle v. Influí en el desenvolupament artístic del budisme, i en particular en el budisme mahayana, abans que estengués a Àsia central i oriental, des del segle I en endavant. Demetri I de Bactriana (fill del rei de Bactriana Eutidem I) envaí el nord de l'Índia el 180 aC fins a Pataliputra i establí un Regne indogrec. Al sud, els grecs capturaren Sind i àrees costaneres pròximes; completaren la invasió pels volts del 175 aC i limitaren les fronteres de l'Imperi Sunga a l'est. Mentrestant, a Bactriana, l'usurpador Eucratides matà Demetri en una batalla. Tot i que els indogrecs perderen part de la plana gangètica, el seu regne durà gairebé dos segles.

### Grecoindis

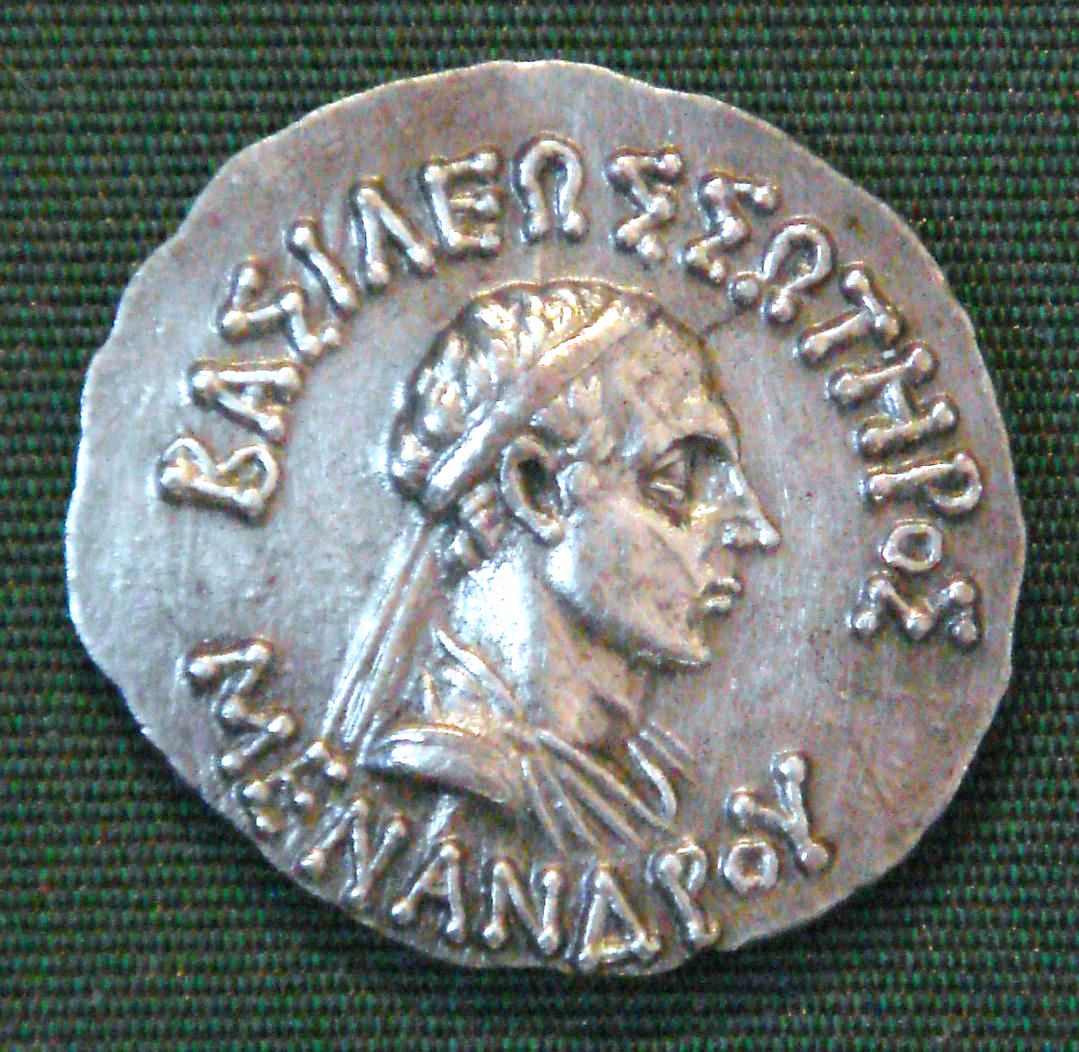
Una moneda de Menandre I, que governà els dominis orientals de l'Imperi grec dividit de Bactriana i les províncies pakistaneses modernes del Khyber-pakhtunkhwa, Panjab i Sind

L'indogrec Menandre I (regnat 155-130 aC) conduí els grecobactrians fora de Gandhara i més enllà de l'Hindu Kush, i es convertí en rei poc després de la seva victòria. Els seus territoris ocupaven Panjshir i Kapisa a l'Afganistan modern i s'estenien al Panjab, amb molts tributaris al sud i a l'est, possiblement fins a Mathura. La capital, Sagala (moderna Sialkot), prosperà en gran manera sota el govern de Menandre. Justament, Menandre és dels pocs reis bactrians esmentats pels autors grecs. El clàssic text budista Milinda Panha lloa Menandre, dient que no hi havia "ningú igual a Milinda en tota l'Índia". El seu imperi li sobrevisqué d'una manera fragmentada, fins que l'últim rei grec independent, Estrató II, desaparegué al voltant de l'any 10 de la nostra era. Al voltant del 125 aC, el rei grecobactrià Heliocles, fill d'Eucratides, que fugia de la invasió Yuezhi a Bactria i s'havia reubicat a Gandhara, pressionà els indogrecs cap a l'est del riu Jhelum. Diversos reis insignificants regnaren a principis del segle I de la nostra era, fins a les conquestes dels escites, parts i els yuezhi, que fundaren l'Imperi Kuixan. L'últim governant indogrec conegut fou Theodamas, de la zona de Bajaur de Gandhara, esmentat en un segell del segle i, sostenint la inscripció en kharosthi Su Theodamasa (su era la transliteració grega del títol reial de Kuixan, xau ('xa' o 'rei').

### Indoescites
Els indoescites eren descendents dels saces (escites) que emigraren des del sud de Sibèria al Pakistan i Aracòsia des de mitjans del segle ii aC fins al segle i. Desplaçaren els indogrecs i governaren un regne que s'estenia des de Gandhara fins a Mathura. Les tribus escites s'estengueren a l'actual regió del Pakistan i l'altiplà iranià.

### Indoparts, romans i cristianisme
Els parnis, una tribu nòmada de l'Àsia central, envaïren l'Imperi part a mitjan segle iii aC, s'allunyaren dels seus sàtrapes grecs -que tot just havien proclamat la seva independència dels seleucides- i s'annexionaren bona part de la regió de l'Indus, fundant així una dinastia d'Arsàcides d'origen escita o bactrià. Després de la decadència de l'autoritat de l'Imperi part, després dels seus xocs amb l'Imperi Romà, un líder part local, Gondofares, establí el Regne Indopart al segle i. El regne es governava des de Tàxila i ocupava bona part del modern sud-est de l'Afganistan i el Pakistan. La tradició cristiana diu que l'apòstol sant Tomàs -un arquitecte i fuster especialitzat- estigué durant una bona temporada a la cort del rei Gondofares, que havia construït un palau per al rei a Tàxila, i també havia ordenat líders per a l'Església abans d'anar a l'Indus en un carro, per navegar més enllà i arribar finalment a la costa Malabar.

### Imperi Kuixan
El Regne de Kuixan fou fundat pel rei Heraios, i en gran manera fou expandit pel seu successor Kujula Kadfises. El fill de Kadfises, Vima Takto, conquerí territori de l'actual Índia, però perdé bona part de l'oest del regne a mans dels parts. El quart emperador de Kuixan, Kanishka I (circa 127) tenia una capital d'hivern a Purushapura (Peshawar) i una capital d'estiu a Kapisa (Bagram). El regne connectava el comerç marítim de l'oceà Índic amb el comerç de la ruta de la Seda a través de la vall d'Indus. En la seva màxima esplendor, l'imperi s'estenia des del mar d'Aral fins a Índia del nord, i fomentava comerç de llarga distància, especialment entre la Xina i Roma. Kanishka convocà un gran consell budista a Tàxila, que marcà el començament del budisme panteista de Mahayana i la seva escissió amb el budisme de Nikaya. L'art i cultura de Gandhara -les expressions més conegudes de la interacció de cultures grega i budista- també continuà durant uns quants segles, fins a les invasions del segle v a Escítia, dutes a terme pels huna. Els relats dels pelegrins xinesos Fa Xian (337 - ca. 422) i Xuan Zang (602/603 - 664) descriuen el famós seminari budista de Tàxila i l'estatus del budisme a la regió de Pakistan en aquest període.

### Imperi Gupta
L'Imperi Gupta existí aproximadament de 320 a 600 i ocupava bona part del subcontinent indi, incloent-hi el Pakistan. Fundat per Maharaja Sri-Gupta, la dinastia fou el model d'una civilització clàssica i estigué marcat per invencions extenses i descobriments.
Els punts més alts d'aquesta creativitat cultural són magnífiques construccions arquitectòniques, escultures i pintures. La ciència i l'administració de la política també van assolir noves fites durant l'era Gupta. S'establiren també forts lligams comercials que convertiren la regió en un important centre cultural i en una base que influiria regnes pròxims i regions a Myanmar, Sri Lanka, Insulíndia i Indoxina.
L'imperi declinà gradualment a causa, en part, de la pèrdua de territori i d'autoritat imperial provocada pels seus antics feudataris, i de la invasió dels huna provinent de l'Àsia central. Després de l'esfondrament de l'Imperi Gupta al segle vi, l'Índia fou governada altre cop per nombrosos regnes regionals. Una línia menor del clan Gupta continuà governant Magadha després de la desintegració de l'imperi. Aquests guptes foren finalment destituïts pel rei vardhana Harsha, que establí un imperi en la primera part del segle vii.

### Cultura indosassànida
Durant els segles que vingueren a continuació, mentre els indoparts i kuixans compartien control de la plana de l'Indus fins a l'arribada dels huns blancs, l'Imperi Sassànida persa dominava el sud i sud-oest. La barreja de cultures índia i persa a la regió donà com a resultat la cultura indosassànida, que florí al Balutxistan i al Punjab occidental.

### Els heftalites
Els heftalites (huns blancs) s'establiren a l'Afganistan pels volts de la primera part del segle v, i tingueren la seva capital a Bamiyan. Encapçalats pel capitost hun Toramana, ultrapassaren la a regió del nord del Pakistan i establiren la seva capital a la ciutat de Sakala, moderna Sialkot, al Pakistan, sota el fill de Toramana, l'emperador Mihirakula, que era un hindú xivaïta.

### Dinastia Rai
Segons els cronistes àrabs, la dinastia Rai del Sind (c. 489-632) sorgí després del final de la dinastia de Ror. Eren practicants de l'hinduisme i el budisme; establiren un temple enorme de Xiva en l'actual Sukkur, a la vora de la seva capital Arur. En el temps de Rai Diwaji (Devaditya), la influència de l'estat Rai s'estengué des del Caixmir a l'est, Makran i el port de Debal (Karachi) al sud, Kandahar, Sistan, Suleyman, turons de Ferdan i Kikanan al nord.

### Harsha, imperi dels rajputs i Pala
Després de l'esfondrament de l'Imperi Gupta, l'Índia estava governada per nombrosos regnes regionals fins a la primera part del segle vii, quan el governant vardhana Harsha, un Bais Rajput, establí un vast imperi. Es desintegrà després de la seva mort, per ser envaïda per altres senyors de la guerra rajput, poc després de la seva victòria sobre les forces àrabs al Sind, fet que va establir les fronteres orientals del Sind àrab durant molt de temps després.
Els pales eren una dinastia budista de Bengala, que es mantingué durant quatre segles (750-1120). L'imperi arribà a la seva culminació amb Dharmapala i Devapala, moment en què ocupava bona part de l'Àsia meridional i més enllà encara, fins a Kamboja (actualment Afganistan), destrossant l'orgull de molts governants, incloent-hi els huna. Seguidors de les escoles budistes de Mahayana i Vajrayana, foren responsables de la introducció de Mahayana al Nepal, Bhutan, Tibet, Myanmar i Insulíndia, així com de la creació de temples i obres d'art i patronatge de grans universitats anteriorment freqüentades per l'emperador hindú Harsha Vardhana. Els pales mantenien un extens comerç, així com influència a Àsia sud-oriental. L'Imperi pala finalment es desintegrava al segle xii sota l'atac de la dinastia Sena.

## Edat mitjana posterior

L'expansió del califat àrab.
Expansió sota Mahoma, 622–632
Expansió durant el califat Raixidun, 632–661
Expansió durant el califat omeia, 661–750

### Invasió àrab
Tot i que les forces àrabs arribaren a les actuals regions occidentals del Pakistan al cap de poc de conquerir l'Orient Mitjà de mans de l'Imperi Romà d'Orient, durant el període del califat Raixidun, no fou fins al 712, quan un jove general àrab anomenat Muhàmmad ibn al-Qàssim conquerí la major part de la regió per a l'imperi dels omeies, per convertir-la en la província d'As-Sindh, amb la seva capital a Al-Mansurah, a 72 km al nord de la moderna Hyderabad al Sind. Però la inestabilitat de l'imperi i la derrota en diverses guerres amb governants indis del nord, incloent-hi la batalla del Rajasthan, en què els clans de rajputs hindús derrotaren els àrabs omeies, van ser continguts només fins al Sind i al Panjab del sud. Hi hagué conversió gradual a l'Islam al sud, especialment entre els nadius hindús i la majoria budista, però en les àrees del nord de Multan, els hindús i els budistes romangueren nombrosos. Al final de segle x, la regió era governada per uns quants reis hindushàhides que serien sotmesos pel gaznèvides.

### Dinastia gaznèvida

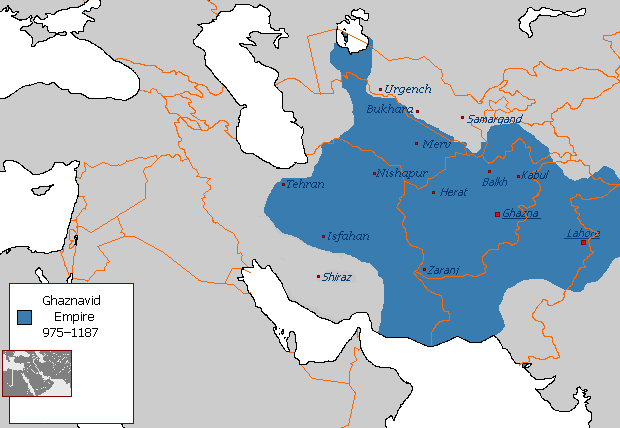
l'Imperi gaznèvida en la seva màxima extensió

El 998, Mahmud ibn Sebüktigin, després de vèncer Ismaïl ibn Sebüktigin a la batalla de Gazni es va fer càrrec de l'Imperi gaznèvida, establert pel seu pare, Sebüktigin, un governant d'origen turquès. Començant des de la ciutat de Gazni (ara a l'Afganistan), Mehmud conquerí la majoria del Gran Khorasan, marxà sobre Peshawar contra els sahis hindús a Kabul, i seguí amb les conquestes sobre el Panjab (1007); deposà els governants xiïtes ismaïlites de Multan, Kaixmir (1015) i Qanoch (1017). Al final del seu regnat, el 1030, l'imperi de Mahmud s'estenia des del Kurdistan a l'oest fins al riu de Yamuna a l'est, i la dinastia gaznèvida perdurà fins al 1187. Els historiadors contemporanis com Abul-Fazl Bayhaqi i Firdawsí descriuen extenses obres en edificis de Lahore, així com el suport de Mahmud i el patrocini de l'aprenentatge, la literatura i les arts.

### Sultanat de Delhi
El 1160, Muizz al-Din Muhàmmad, un governant turquès, conquerí Gazni als gaznèvides i es convertí en el seu governador el 1173. Nomenà per primer cop el Sind com a Tambade Gatar, traduït aproximadament com 'el passatge vermell'. Marxà cap a l'est a la resta de territori gaznèvida i al Gujarat durant els anys 1180, però fou rebutjat pels governants hindús solanki del Gujarat. El 1186-87, conquerí Lahore, portà l'últim territori dels gaznèvides sota el seu control i acabà amb l'imperi. Els successors de Muizz al-Din Muhàmmad establiren el sultanat de Delhi. La dinastia mameluca d'origen turquès (mameluc significa 'posseït' i s'atribuí als joves turquesos comprats i entrenats com a soldats que es convertiren en governants de tot el món islàmic); s'apoderà del tron del sultanat el 1211. Diverses dinasties turqueses de l'Àsia central dominaren els seus imperis des de Delhi: els mamelucs (1211-90), els khalji (1290-1320), els tughlúquides (1320-1413), els sàyyid (1414-51) i els lodi (1451-1526). Tot i que alguns regnes romangueren independents de Delhi -a Gujarat, Malwa (Índia central), Bengala i Dècan- gairebé tota la plana de l'Indus acabà sota el domini d'aquests grans soldanats.
Els soldans (emperadors) de Delhi gaudien de relacions cordials amb els governants de l'Orient Pròxim, però no els devien fidelitat.
Mentre que els soldans governaven des de centres urbans, els seus campaments militars i establiments comercials proporcionaren els nuclis de moltes ciutats que aparegueren de sobte al camp. La interacció propera amb poblacions locals conduí a l'intercanvi cultural i a la fusió indoislàmica, que ha deixat una empremta duradora i un llegat en l'arquitectura del sud d'Àsia, la música, literatura, l'estil de vida i els costums religiosos. A més a més, la llengua urdú (literalment significa 'multitud' o 'camp' en diversos dialectes turquesos) va nàixer durant el període del sultanat de Delhi, com a resultat d'una barreja de parlants nadius del pràcrit persa, turc i àrab.
Potser la contribució més gran del sultanat fou el seu èxit provisional isolant el sud d'Àsia de la invasió mongola provinent de l'Àsia central al segle xiii; no obstant això, els soldans finalment perderen l'Afganistan i el Pakistan occidental a mans dels mongols (vegeu l'article relatiu a l'Il-kanat). El sultanat declinà després de la invasió de Tamerlà, que fundà la dinastia dels timúrides, i fou conquerit finalment el 1526 pel rei mogol Baber.
Nanak (1469-1539) va néixer al poble de Rāi Bhōi dī Talwandī, ara anomenat Nankana Sahib, a l'actual Pakistan, en una família hindú de Khatri. Fou un influent reformista religiós i social del nord de l'Índia, fundador d'un orde monoteístic modern i el primer dels deu gurus divins de la religió sikh. A l'edat de 70 anys, tingué una mort miraculosa a Kartarpur, actual regió del Panjab al Pakistan. Es va crear el sikhisme i continuaria creixent; els seus seguidors, els sikhs, jugarien un històric paper, tant militarment com política, més endavant.

### Imperi mogol

Imperi mogol en el seu apogeu

El 1526, Baber, un timúrida descendent de Tamerlà i Genguis Kan, entrà des de la vall de Ferganà (actual Uzbekistan) a través del pas de Khyber fundà l'Imperi mogol, que ocupava el que ara és Afganistan, Pakistan, Índia i Bangladesh. Els mogols eren descendents de pobles turquesos de l'Àsia central (amb significatius afegits mongols). Tanmateix, el seu fill Humayun fou derrotat pel guerrer afganès Xer-Xah Surí durant l'any 1540, i Humayun fou forçat a retirar-se a Kabul. Després que Xer Xah morís, el seu fill Islam Xah Suri es convertí en governant; a la mort d'aquest, el seu primer ministre, Hemu, pujà al tron i governà el nord de l'Índia des de Delhi durant un mes. Fou derrotat per les forces de l'emperador Akbar en la Segona Batalla de Panipat el 6 de novembre de 1556.
Akbar fou alhora un governant capaç i un avançat defensor de la tolerància religiosa i ètnica, i afavorí una primera forma de multiculturalisme. Declarà l'Amari o no-assassinat d'animals en els dies sagrats del jainisme i anul·là la jizya, impost imposat a no islàmics, principalment hindús. La dinastia mogol governà la major part del subcontinent indi el 1600. Els emperadors mogols es casaren amb la reialesa local i s'aliaren amb els maharajàs locals. Durant un breu període, a finals del segle xvi, Lahore fou la capital de l'imperi. El llegat arquitectònic dels mogols a Lahore inclou els jardins de Shalimar, construïts pel cinquè emperador Xa Jahan i la mesquita de Badshahi, construïda pel sisè emperador, Aurangzeb, que és considerat com l'últim gran emperador mogol, mentre expandia els dominis al seu zenit. Després de la seva defunció, les diferents regions del Pakistan modern començaren a afirmar la seva independència. L'imperi entrà en una lenta decadència després del 1707 i el seu últim sobirà governà al voltant de la regió de Delhi.

### Era postmogol

#### Imperi Durrani
El 1739, Nàdir-Xah Afxar, l'emperador turquès de la dinastia afxàrida a Pèrsia, envaí el sud d'Àsia, derrotà l'emperador mogol Muhàmmad Ibraham en la gran Batalla de Karnal, i ocupà bona part del Balutxistan i la plana de l'Indus. Després de la mort de Nadir Xah, el regne Durrani fou establert el 1747 per un dels seus generals afganesos, Àhmad Xah Durrani, i incloïa el Balutxistan, Peshawar, Daman, Multan, Sind i Panjab. Al sud, una successió de dinasties autònomes (els daudpotes, kalhores i talpurs) havien proclamat la independència de Sind, des del final del regnat d'Aurangzeb. La majoria de Balutxistan va quedar sota la influència del kan de Kalat, a part d'algunes àrees costaneres com Gwadar, que estava controlada en mútua i armada competència per les societats mercantils portugueses, franceses i holandeses.

#### Imperi Maratha

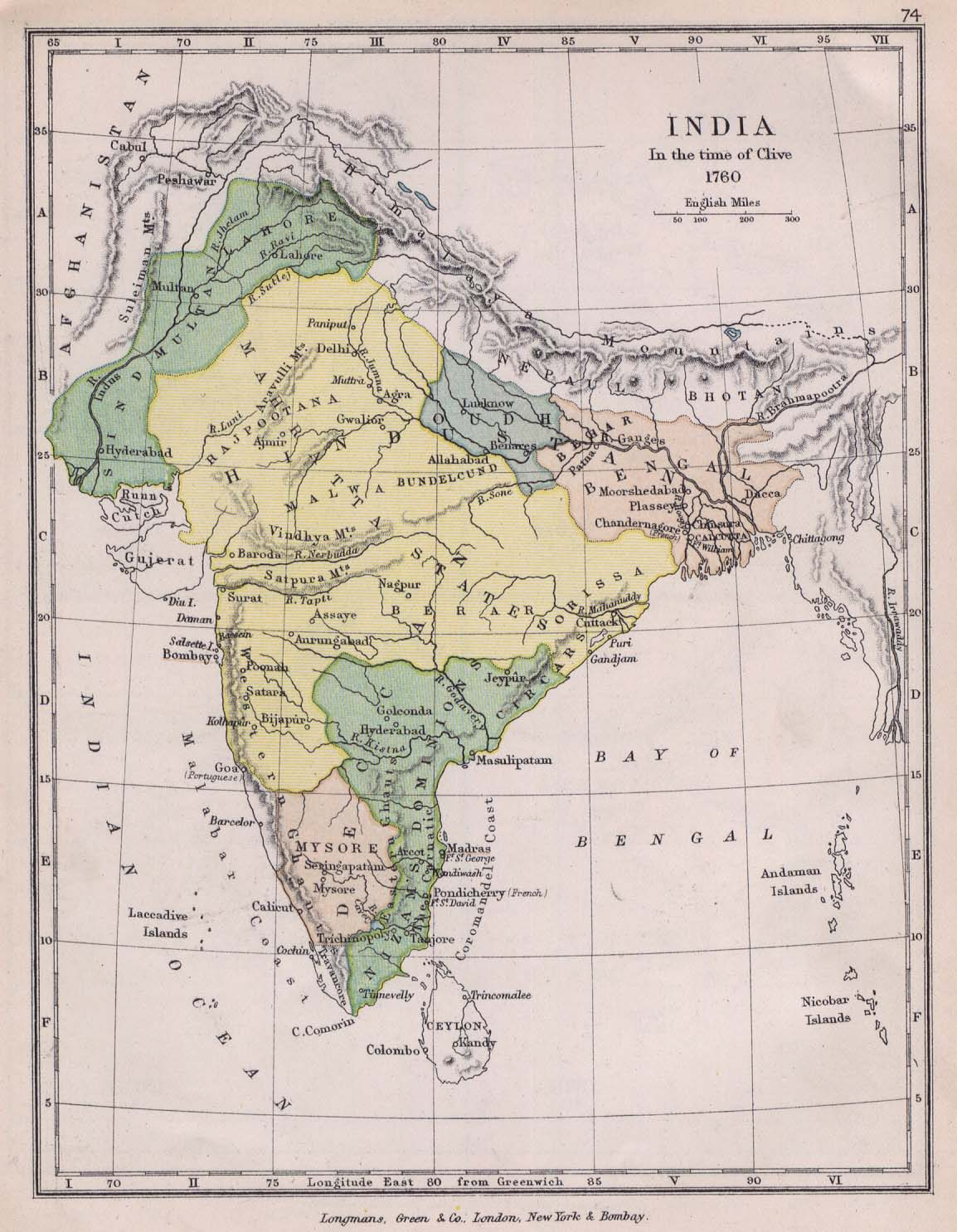
Imperi Maratha

El 1758 el general de l'Imperi Maratha Raghunathrao avançà, atacà i conquerí el Panjab, Khyber Pakhtunkhwa i el Caixmir i expulsà Timur Xah Durrani, el fill i virrei d'Àhmad Xah Durrani.
Lahore, Dera Ghazi Khan, Multan, Peshawar, Caixmir i altres subahs en el costat sud-est de la frontera de l'Afganistan estigueren majoritàriament sota el domini Maratha. Al Panjab, província de la Frontera del Nord-oest i Caixmir, els marathes eren ara actors essencials.

#### Reconquesta Durrani
El 1761, després de la victòria en la Tercera Batalla de Panipat entre l'Imperi Durrani i l'Imperi Maratha, Àhmad Xah Durrani capturà els romanents de l'Imperi Maratha al Panjab i regions del Caixmir i reconsolidà els control sobre aquestes.

### Imperi Sikh

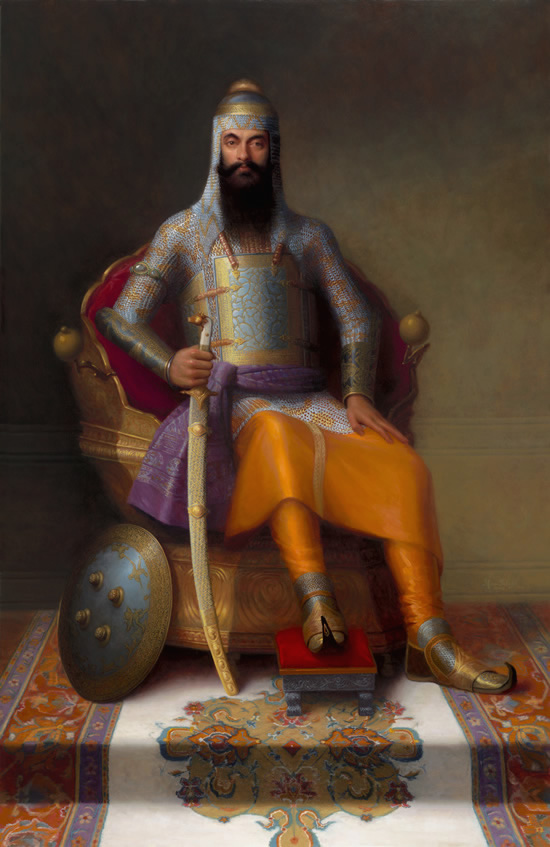
Maharajà Ranjit Singh, nascut a Gujranwala, Panjab. Hom es refereix a ell com a maharajà de Lahore

L'estat Sikh de Lahore (1799-1849) es va formar sobre les bases de l'exèrcit panjabi pel maharajà Ranjit Singh, que es proclamà Sarkar-i-Khalsa, i hom es referia a ell com a maharajà de Lahore. Consistia en un conjunt de misls panjabis autònoms, que era governat per misldars, principalment a la regió del Panjab. L'imperi s'estenia des del pas de Khyber a l'oest, a Caixmir al nord, a Multan al sud i Kapurthala a l'est. La petjada geogràfica principal de l'imperi fou la regió del Panjab. La formació de l'imperi fou només un vessant i representà el ressorgiment de la cultura i poders locals que s'havien atenuat durant centenars d'anys pel govern dels afganesos i els mogols.
La fundació de l'Imperi Sikh durant l'època de l'exèrcit panjabi es podria remuntar a un període tan primerenc com el 1707, començaria amb la mort d'Aurangzeb. La caiguda de l'Imperi mogol proporcionà oportunitats a l'exèrcit panjabi per encapçalar expedicions contra els mogols i paixtus. Això conduí a un creixement de l'exèrcit, que fou dividit en diversos exèrcits panjabis i, així doncs, misls semiindependents. Cadascun d'aquests exèrcits es coneixia com a misl, cadascú controlava àrees diferents i ciutats. Tanmateix, en el període des de 1762-1799, els governants sikh dels seus misls semblaven estar entrant en decadència. El començament formal de l'Imperi Sikh arrencà amb la dissolució o desbandada de l'exèrcit panjabi abans del moment de la coronació de Ranjit Singh el 1801, creant un estat polític unificat. Tots els líders de misl que s'afiliaven a l'exèrcit eren de la noblesa amb històries familiars, normalment llargues i prestigioses, en la història del Panjab.

## Colònia britànica
Tot el territori de l'actual Pakistan estigué ocupat per la Companyia Britànica de les Índies Orientals, i després per l'Imperi britànic; mitjançant una sèrie de guerres, les principals de les quals són la batalla de Miani (1843) al Sind, les guerres Sikh (1845-1849) i la primera, segona, i tercera guerres angloafganeses (1839-1919), roman com una part de Raj Britànic fins a la independència, el 1947. La presència física dels britànics no era gaire significativa; empraven l'estratègia política de divide et impera («divideix i venceràs») per a mantenir-se en el poder. En el seu estudi històric Constantine's Sword ('L'espasa de Constantí'), James P. Carroll escriu: "Certament, allò era la història de l'èxit de l'Imperi britànic, i el seu llegat d'alimentades aversions locals es pot veure onsevulla que hagi onejat la bandera del Regne Unit.". Les unitats administratives de l'Índia britànica sota el lloguer o la sobirania o de la Companyia Britànica de les Índies Orientals o de la corona britànica es mantingueren entre 1612 i 1947.

## Moviment d'alliberament

### Primer període de nacionalisme
El 1877, Syed Ameer Ali havia format la Central National Muhammadan Association (Associació Mahometana Nacional Central) per treballar cap a l'avenç polític dels musulmans, que havien patit dolorosament el 1857, en les seqüeles de la fracassada rebel·lió dels sipais contra la Companyia Britànica de les Índies Orientals; els britànics es veien com a invasors estrangers. Però l'organització declinà cap al final del segle xix.
El 1885, el Congrés Nacional Indi va ser fundat com un fòrum, que més tard es convertiria en un partit, per promoure la causa nacionalista. Per bé que el Congrés intentà incloure la comunitat musulmana en la lluita per la independència del Raj Britànic, els musulmans temien que la majoria hindú procuraria suprimir la cultura i religió musulmanes a la regió d'un Hindustan independent.

### La Lliga Musulmana
La Lliga Musulmana fou fundada el 30 de desembre de 1906, després de la partició de Bengala, al marge de l'anual Conferència Educacional Mahometana de Tota l'Índia a Shahbagh, Dhaka. Assistiren a la reunió tres mil delegats i fou presidida sobre per Nawab Waqar-ul-Mulk Kamboh. Encarava l'assumpte de la salvaguarda dels interessos dels musulmans i enllestí un programa. Una resolució, promoguda per Khwaja Salimullah fou secundada per Hakim Ajmal Khan. Nawab Viqar-ul-Mulk declarà:
| « | Els musulmans són només una cinquena part en nombre en comparació amb la població total del país, i és evident que si en algun període remot, el govern britànic deixa d'existir a l'Índia, l'imperi de l'Índia passaria a mans de la comunitat que és gairebé quatre vegades més gran que nosaltres mateixos... la nostra vida, la nostra propietat, el nostre honor i la nostra fe, tot estarà en gran perill, quan fins ara una poderosa administració britànica ha estat protegint els seus súbdits. Aleshores, nosaltres, els musulmans, haurem de fer front a dificultats més greus en la salvaguarda dels nostres interessos de les cobdicioses mans dels nostres veïns. | » |

La constitució i principis de la Lliga es contenien en el Llibre verd, escrit per Mawlana Muhammad Ali. Els seus objectius en aquesta etapa no incloïen establir un estat musulmà independent, sinó que més aviat es concentraven a protegir les llibertats i drets dels musulmans, promoure la comprensió entre la comunitat musulmana i els altres indis, educar la comunitat musulmana i índia en general sobre les accions del govern, i descoratjar l'ús de la violència. Tanmateix, uns quants factors durant els trenta anys posteriors, incloent-hi la violència sectària, conduïren a una reavaluació dels propòsits de la Lliga. Entre els musulmans del Congrés que inicialment no es van unir a la Lliga, hi havia Muhammad Ali Jinnah, un prominent estadista i advocat a Bombai. La causa en fou que el primer article de la plataforma de la Lliga deia: "Promoure entre el musalmans ('musulmans') de l'Índia, sentiments de lleialtat al govern britànic."
El 1907, un grup de partidaris de la línia dura dins del moviment del Congrés Nacional Indi se separaren i endegaren un moviment obertament pro hindú. Aquest grup estava encapçalat pel famós trio Lal Bal Pal-Lala Lajpat Rai, Bal Gangadhar Tilak i Bipin Chandra Pal de les províncies del Punjab, Bombai i Bengala, respectivament. La seva influència s'estengué ràpidament entre altres idees afins hindús -l'anomenaren nacionalisme hindú- i es convertí en una causa de preocupació seriosa per als musulmans.
Tanmateix, Jinnah no s'uní a la Lliga fins al 1913, quan el partit canvià la seva orientació vers la independència índia, com a reacció a la decisió britànica de tirar enrere la partició de Bengala del 1905, que la Lliga considerava una traïció dels musulmans bengalís. Després de fortes protestes de la població hindú i actes violents instigats per grups secrets, com Anushilan Samiti i la seva branca Jugantar de Sri Aurobindo i el seu germà, etc., els britànics havien decidit reunificar Bengala una altra vegada. Fins a aquesta etapa, Jinnah creia en la cooperació mútua per aconseguir una Índia independent, unida, si bé sostenia que els musulmans haurien de tenir garantits un terç dels escons a qualsevol Parlament Indi.

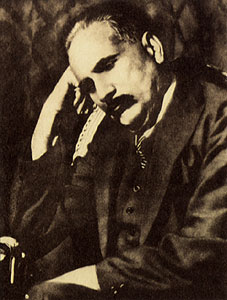
Muhammad Iqbal

La Lliga esdevingué gradualment el cos representatiu principal dels musulmans indis. Jinnah es convertí en el seu president el 1916, i negocià el pacte de Lucknow amb el líder del Congrés, Bal Gangadhar Tilak, per la qual cosa el Congrés concedí el principi d'electorats separats i carregà la representació de la comunitat musulmana. Tanmateix, Jinnah trencà amb el Congrés el 1920 quan el seu líder, Mohandas Gandhi, llançà una llei que violava el moviment de no-cooperació contra els britànics, una llei que un advocat de Jinnah, temperamentalment respectuós de la llei, desaprovà. Jinnha també va acabar convençut que el Congrés renunciaria al seu suport per a electorats separats per a musulmans, la qual cosa feu el 1928. El 1927, els britànics proposaren una constitució per a l'Índia recomanada per la comissió Simon, però fracassaren en l'intent de conciliar tots els partits. Els britànics, llavors, retornaren l'assumpte a la Lliga i al Congrés, i el 1928 fou convocat un congrés de tots els partits a Delhi. L'intent fracassà, però se celebraren dues conferències més, i en la conferència de Bombai, el maig, s'acceptà que hauria de funcionar un petit comitè en la constitució. El prominent líder del Congrés Motilal Nehru dirigí el comitè, que incloïa dos musulmans, Syed Ali Imam i Shoaib Quereshi; el fill de Motilal, Pt. Jawaharlal Nehru, era el seu secretari. La Lliga, tanmateix, rebutjà l'informe del comitè, l'anomenat informe Nehru, amb l'argument que les seves propostes donaven també poca representació (un quart) als musulmans. La Lliga havia demanat com a mínim un terç de representació en la legislatura. Jinnah anuncià un "separar de camins" després de llegir l'informe, i les relacions entre el Congrés i la Lliga es començaren a agrir.

### Pàtria musulmana - "Ara o Mai"
L'elecció del govern laborista de Ramsay Macdonald el 1929 a Gran Bretanya, ja debilitada per la Primera Guerra Mundial, infongué noves esperances per al progrés cap a autogovern a l'Índia britànica. Gandhi viatjà a Londres, afirmà representar tots els indis i criticà la Lliga com a sectària i divisiva. Se celebraren converses de la Taula Rodona, però aconseguiren poca cosa, perquè Gandhi i la Lliga foren incapaços d'arribar a un acord. La caiguda del govern laborista el 1931 acabà amb aquest període d'optimisme. Pel volts del 1930, Jinnah havia desaparegut de la política índia i no es pensava obtenir dels partits principals, com ara el Congrés, que fossin sensibles a les prioritats de la minoria.
El famós poeta, escriptor i filòsof Muhammad Iqbal feu una nova crida a favor d'un estat separat. En el seu discurs presidencial del 1930 en la convenció de la Lliga Musulmana digué que sentia que un estat musulmà seria essencial, dins un sud-est asiàtic dominat pels hindús. El nom fou encunyat per l'estudiant de Cambridge i nacionalista musulmà Choudhry Rahmat Ali, i fou publicat el 28 de gener de 1933 al pamflet Now or never (Ara o mai) En urdú i persa, el nom recull el concepte de pak ('pur') i stan ('terra') i d'aquí surt 'Terra Pura'. Durant el 1935, l'administració britànica proposà lliurar un poder substancial a les electes legislatures provincials índies, amb eleccions que se celebrarien el 1937. Després de les eleccions, la Lliga prengué possessió a Bengala i Punjab, però el Congrés aconseguí el poder en la majoria de les altres províncies, i es negà a transferir poder a la Lliga en províncies amb grans minories musulmanes, amb l'excusa de dificultats tècniques.
Mentrestant, els ideòlegs musulmans per a la independència també se sentiren confirmats pel discurs presidencial de Vinayak Damodar Savarkar en la 19a sessió del famós partit nacionalista Akhil Bharatiya Hindu Mahasabha el 1937. En això, aquest revolucionari llegendari, popularment anomenat Veer Savarkar i conegut com el pare icònic de la ideologia del fonamentalisme hindú, propicià les idees bàsiques de la seva teoria de les dues nacions o exclusivisme ètnic, que influí profundament en Jinnah.

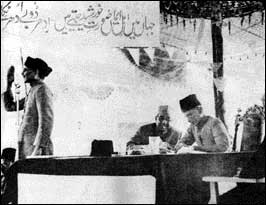
Chaudhry Khaliquzzaman secundant la resolució amb Jinnah, que presideix la sessió

El 1940, Jinnah cridà a una sessió general de la lliga musulmana a Lahore per parlar de la situació que havia sorgit a causa de l'esclat de la Segona Guerra Mundial i el govern de l'Índia, que s'havia unit la guerra sense consultar els líders. La reunió també s'adreçà a l'anàlisi de les raons que conduïren a la derrota de la lliga musulmana en les eleccions generals del 1937 a les províncies majoritàriament musulmanes. En el seu discurs, Jinnah criticà el Congrés Nacional Indi i els nacionalistes, i defensava la teoria de les dues nacions i les raons per a la demanda de pàtries separades. Sikandar Hayat Khan, el primer ministre del Panjab, redactà la resolució original, però negà la versió final, que havia sorgit després d'una reformulació prolongada per part del Comitè ad hoc de la Lliga Musulmana. El text final rebutjava inequívocament el concepte d'una Índia unida a causa de la creixent violència interreligiosa, i recomanava la creació d'estats independents. La resolució fou presentada en l'assemblea general per A. K. Fazlul Huq, el primer ministre de Bengala, amb el suport de Chaudhry Khaliquzzaman i altres líders i fou adoptada el 23 de març de 1940. La resolució tenia el text següent:
| « | Cap pla constitucional no seria viable o acceptable per als musulmans, llevat que les unitats geogràfiques contigües estiguessin delimitades en regions que haurien d'estar constituïdes de tal manera, amb els reajustaments territorials que poguessin ser necessaris. Que les àrees en què els musulmans són numèricament majoritaris com en les zones del nord-oest i de l'est de l'Índia haurien de ser reagrupades per constituir estats independents en què les unitats constituents han de ser autònomes i sobiranes... Que les garanties adequades, efectives i obligatòries han d'estar expressament especificades en la constitució de les minories en les unitats i en les regions per a la protecció dels seus drets religiosos, culturals, econòmics, polítics, administratius i d'altra índole de les minories, amb llur consulta. Caldria, doncs, fer arranjaments per a la seguretat dels musulmans allà on estiguessin en minoria. | » |

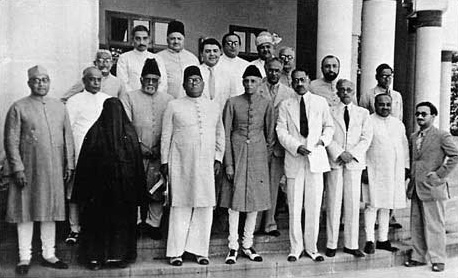
El Comitè de Treball de la Lliga Musulmana a Lahore (1940)

El 1941 es va convertir en part de la constitució de la Lliga Musulmana. Tanmateix, el 1941, Sikandar explicava la versió final de la resolució a l'Assemblea de Punjab, que no li va donar suport. La sobtada mort de Sikandar el 1942 preparà el camí durant els propers anys perquè Jinnah emergís com a líder reconegut dels musulmans del sud-est asiàtic. El 1943, l'Assemblea del Sind aprovava una resolució que demanava l'establiment d'una pàtria. Les converses que van tenir lloc entre Jinnah i Gandhi el 1944 a Bombai fracassaren a l'hora d'aconseguir un acord i no hi hagué cap més intent d'arribar a una solució d'estat únic.
Amb l'elecció d'un comprensiu govern laborista a la Gran Bretanya el 1945, els indis consideraven la independència com una cosa dins del seu abast. Però, Gandhi i Nehru no eren receptius a la proposta de Jinnah i també, inflexiblement, s'oposaven a dividir l'Índia, des del moment en què sabien que els hindús, que veien l'Índia com una entitat indivisible, mai no acceptarien tal cosa. En les eleccions de l'Assemblea constituent del 1946, la Lliga aconseguí 425 dels 496 escons reservats als musulmans (amb un 89,2% de vots totals) amb una política de crear un estat independent del Pakistan, i amb una amenaça implicada de secessió si això no es concedia. Pel volts del 1946 els britànics no tenien ni la voluntat, ni els recursos financers o poder militar, per a continuar estant-se més temps a l'Índia. Es va produir un estancament polític en l'Assemblea Constituent, i el primer ministre britànic, Clement Attlee, envià una missió de gabinet a l'Índia per aconseguir avançar la situació. Quan les xerrades fracassaren, Attlee nomenà Lluís Mountbatten com l'últim virrei de l'Índia, per negociar la independència del Pakistan i l'Índia i la immediata retirada britànica. Mountbatten, de sang imperial i almirall de la guerra mundial, manejà el problema com si fos una campanya militar. Va avançar la data de transferència de poder i digué a Gandhi i Nehru que si no acceptaven la divisió hi hauria, en la seva opinió, una guerra civil i consideraria més aviat lliurar poder a les províncies individuals i als governants d'estats principescos. Això forçà la voluntat dels líders de Congrés i l'Acta d'independència de l'Índia del 1947 establí que els dominis del Pakistan i de l'Índia esdevinguessin independents el 14 i 15 agost de 1947, respectivament. Aquest resultat es produí malgrat les crides per a un tercer Osmanistan durant els primers anys 1940.

### Independència de Pakistan
El 14 i 15 agost de 1947, l'Índia Britànica es va convertir en dos nous estats independents, el Domini del Pakistan i el Domini de l'Índia; els dos dominis s'uniren a la Commonwealth Britànica. Tanmateix, la decisió de dividir el Panjab i Bengala, dues de les províncies més grans, entre l'Índia i el Pakistan, tingué conseqüències desastroses. Aquesta divisió creà una violència interreligiosa de tal magnitud que l'intercanvi de població al llarg de línies religioses es convertí en una necessitat en aquestes províncies. Més de dos milions de persones emigraren a través de les noves fronteres i més de cent mil morien en el devessall de violència comunal que s'estengué fins i tot més enllà d'aquestes províncies. La independència també ocasionà tensions sobre el Caixmir que conduí a la Guerra indopakistanesa de 1947, que culminà en un armistici, negociat per les Nacions Unides, i un conflicte del Caixmir que fins ara no s'ha resolt. La història política de la postindependència del Pakistan s'ha caracteritzat per diversos períodes de govern militar autoritari i contínues disputes territorials amb l'Índia sobre l'estatus del Caixmir.

## Pakistan actual

### Primera era democràtica (1947-1958)
El 1947, després d'establir l'estat del Pakistan, els pares fundadors del Pakistan nomenaren Liaqat Ali Khan, un teòric polític, com a primer ministre. El fundador del Pakistan, Muhammad Ali Jinnah fou nomenat com a primer governador general del Pakistan i primer president del Parlament Estatal.

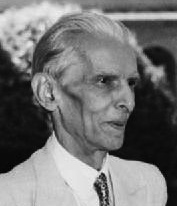
Muhammad Ali Jinnah

Inicialment, l'estat estava format per cinc províncies (Sind, Panjab, Balutxistan oriental Bengala oriental i Assam i província de la Frontera del Nord-oest) i quatre unitats administratives (a partir de Gilgit-Baltistan actual (ara província) Azad Kashmir (també estat provisional) i el cinturó tribal amb Karachi com la seva primera capital. El govern de Liaqat Ali Khan patí molts problemes i contratemps durant bona part del primer any del seu govern. A Occident, sorgeixen problemes territorials amb els estats comunistes veïns, l'Afganistan i la Unió Soviètica, i ambdós estats es manifesten hostils envers el Pakistan. Mentre que l'establiment de la independència estatal del Pakistan no rebé massa bona benvinguda per part de la Unió Soviètica, per contra, Iran i Israel (un missatger secret) enviaren les seves missions diplomàtiques al nou estat. El 1947, l'Iran es convertia en el primer país a reconèixer el Pakistan, mentre la petició d'Israel no rebé una resposta completa. S'intensificaren els problemes territorials amb l'Índia, i més tard ambdues nacions es declararen la guerra a gran escala, en el que es convertiria en la Guerra indopakistanesa de 1947, i a la qual seguí el 1948 el conflicte del Balutxistan.

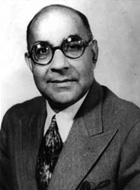
Liaqat Ali Khan

El 1948 al parlament, el governador general Muhammad Ali Jinnah declarà que "l'urdú seria l'única llengua estatal del Pakistan". Aquesta controvertida declaració feu esclatar protestes a Bengala oriental (posteriorment Pakistan oriental), on el bengalí era parlat per gran part de la població. El Moviment de la llengua bengalí arribà al seu cim el 21 de febrer del 1952, quan la policia i els soldats obriren foc contra els estudiants prop de la Facultat de Medicina de Dacca, que protestaven perquè volien que el bengalí rebés un estatus d'igualtat amb l'urdú. Mentrestant, a Bengala oriental, uns quants manifestants foren morts, i el moviment aconseguí més suport al llarg de tot el Pakistan oriental. Posteriorment, el govern acceptava proporcionar un estatus d'igualtat al bengalí com a llengua estatal del Pakistan, un dret recollit més endavant a la constitució de 1956.
El 1953, instigats pels partits religiosos, van esclatar aldarulls antiahmadia, de resultes dels quals van morir diversos no ahmadis i es destruïren les seves propietats. Els aldarulls foren investigats per dos membres del tribunal d'instrucció el 1954, la qual cosa fou criticada per Jamaat-e-Islami, un dels partits acusats d'incitar els aldarulls. Aquest esdeveniment comportà que, per primer cop des de la independència del país, es proclamés la llei marcial, i endegaria el procés d'intervencions militars en la política i afers civils del país, un fet que encara roman a hores d'ara.
El 1954, van tenir lloc al Pakistan les primeres eleccions legislatives des del 1947. El 1955, els estats del Pakistan occidental i Bengala oriental van ser convertits en dos estats únics per la política d'una unitat de Mohammad Ali Bogra, amb la qual cosa s'establiren els estats del Pakistan occidental i el Pakistan oriental. Les eleccions del 1954 van posar en relleu una clara diferència ideològica, quan el Pakistan oriental caigué sota el comunisme pel nexe del Partit Comunista del Pakistan, el Partit Socialista dels Camperols i Treballadors, aliats amb la Lliga Awami. El Partit Republicà aconseguí la majoria dels escons a l'oest, mentre que la Lliga Musulmana del Pakistan només s'assegurà 10 escons a l'est i cap a l'oest. Huseyn Shaheed Suhrawardy, de la Lliga Awami i un de pares fundadors del Pakistan, es convertí en primer ministre, amb una aliança comunista-socialista que donava suport a les seves polítiques. Si bé aquest programa d'una unitat fou un èxit complet a l'est, la política fracassà a l'oest, amb nacionalistes i gent de cada província que rebutjaven frontalment el programa. Sota pressió de les protestes ciutadanes, el primer ministre Suhrawardy decidí mantenir l'estatus lleu de les províncies el 1955. Després d'assumir el govern, Suhrawardy decidí construir una poderosa força militar, i llançà el pla de l'energia nuclear a l'oest per mantenir el seu mandat al Pakistan occidental. Després d'això, s'establí la PAEC i Suhrawardy inicià personalment els treballs per tal de convertir el Pakistan en una potència nuclear. Tanmateix, Suhrawardy patí diversos problemes interns a l'oest, quan les forces del capital, els monopolis industrials i les economies del capital posaren bastons a les rodes per aturar qualsevol procés que tendís a la nacionalització de l'economia o a una economia governamental centralitzada. El desenvolupament humà a l'est empitjorà i la seguretat nacional del Pakistan es veié en dubte.

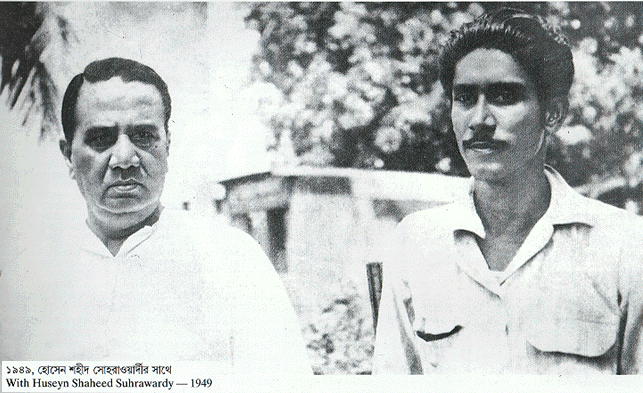
Huseyn Suhrawardy (a l'esquerra)

Malgrat les seves polítiques esquerranes, Suhrawardy mantingué una política pro estatunidenca; es convertí en el primer ministre del Pakistan que visitava la República Popular de la Xina, mentre, d'altra banda, intentava millorar les relacions amb la Unió Soviètica. El 1954, després de la visita de Suhrawardy als Estats Units, el govern estatunidenc enviava el grup MAAG per a les forces armades del Pakistan, que va ser rebut amb gran hostilitat al Pakistan oriental mentre el moviment es veia àmpliament apreciat i positiu a l'oest. El Parlament del Pakistan oriental amenaçà de marxar de la federació del Pakistan, i denuncià els Estats Units i la política del Pakistan sobre la Unió Soviètica. Controvertidament, el primer ministre Suhrawardy donà autorització secreta i verbal de l'arrendament de la instal·lació secreta ISI de la CIA, per tal de dirigir les operacions d'espionatge a la Unió Soviètica. Els problemes de Pakistan oriental amb els Estats Units animaren el separatisme balutxi, i portà Iskandar Ali Mirza a iniciar arrests massius de comunistes i treballadors de la Lliga Awami al Pakistan oriental que deterioraren encara més la imatge del Pakistan occidental dins del Pakistan oriental.
Es produïren problemes de tipus personal entre dos líders bengalís, el president Mirza i el primer ministre Suhrawardy, uns problemes institucionals que posteriorment danyaren la unió del país. El 1956, el president Mirza exercia una pressió important sobre Suhrawardy perquè aquest dimitís del càrrec de primer ministre. El poder polític de Suhrawardy en el control de la Lliga Awami fou desafiat per part de Maulana Bhashani i Suhrawardy posteriorment perdé el suport del seu partit. Aïllat i desencoratjat, Suhrwardy dimití i abandonà el càrrec, i fou succeït per un amic de confiança, Ibrahim Ismail Chundrigar, com a primer ministre.

### Primera era militar (1958-1971)

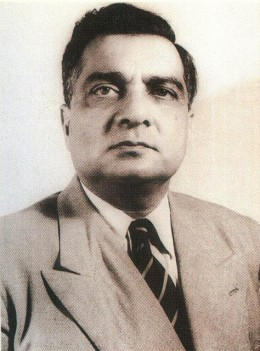
Iskandar Mirza

El domini es dissolgué el 23 de març de 1956, i es convertí en República islàmica, amb l'últim governador general, Iskandar Mirza, com a primer president i primer líder bengalí del país. Just dos anys més tard els militars prenien el control de la nació. Amb la imposició política d'una unitat, es posaren els fonaments dels dos estats: el Pakistan occidental (que consistia en quatre províncies) i el Pakistan oriental (un estat únic), tot i que els dos estats tenien un president i un primer ministre situats exclusivament a l'oest. Després de les eleccions del 1954, començaren a augmentar els problemes entre el Pakistan occidental i oriental, quan l'oest decidí seguir la via de la democràcia parlamentària occidental, mentre l'est escollia convertir-se en un estat socialista. Al cap de dos mesos, el primer ministre Ibrahim Ismail Chundrigar dimitia; el seu successor fou Feroz Khan Noon, que demostrà ser un incapaç com a primer ministre.
La Lliga Musulmana del Pakistan començà a alçar-se després de les eleccions del 1954, que amenaçaven el poder del president Mirza. Durant aquesta època, en menys de dos anys, el president Mirza havia cessat quatre primers ministres (un de la Lliga Alawi i tres des de Partit Republicà) i finalment havia imposat la primera llei marcial el 1958, després de suspendre la constitució. El president Mirza nomenà cap de l'estat major el general Muhammad Ayub Khan com a primer administrador en cap de la Llei Marcial Principal, per tal de reforçar la llei marcial. El president Mirza suspengué la constitució, dissolgué primer el govern socialista a l'est i després el govern parlamentari a l'oest. Tanmateix, després de desenvolupar serioses diferències amb les forces armades del Pakistan, el president Mirza romangué només dos mesos més en el càrrec; dues setmanes després d'imposar la llei marcial, el mateix Ayub Khan s'autoproclamà mariscal de camp de cinc estrelles i nomenà un nou govern civil-militar.

#### República presidencialista (1962-1969)

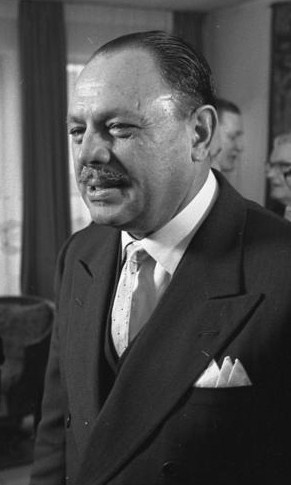
Muhammad Ayub Khan

Muhammad Ayub Khan, president entre 1962 i 1969, inicià un nou sistema de govern anomenat democràcia bàsica amb la constitució de 1962, en què un col·legi electoral de 80.000 seleccionaria el president. El país es convertia en una república presidencial amb Ayub Khan com a president. Aquest gairebé perdé les eleccions presidencials de 1965 contra Fatima Jinnah. Durant el govern d'Ayub, les relacions amb els Estats Units i l'oest es feren més fortes. El Pakistan es reunia amb dues aliances militars formals -el pacte de Bagdad (més tard conegut com a CENTO), que incloïa l'Iran, l'Iraq, i Turquia per defensar l'Orient Mitjà i el golf Pèrsic de la Unió Soviètica, i el SEATO, que cobria el sud-est asiàtic. Tanmateix, els Estats Units desanimaven Pakistan adoptant una política de negar el suport a l'Índia i al Pakistan durant la Guerra indopakistanesa de 1965 sobre el Kashmir i el Rann de Kachchh. Un benefici positiu dels tractats era el reforçament dels vincles històrics del Pakistan amb els seus veïns occidentals.
Durant la dècada de 1960, enmig de les protestes perquè el desenvolupament econòmic i l'accés al treball governamental afavorien el Pakistan oest, creixia el nacionalisme bengalí i s'iniciava un moviment d'independència al Pakistan oriental. L'economia, els esforços educatius, i el desenvolupament humà sorgit amb la recerca científica arriben al seu màxim nivell guanyant reconeixement internacional del país només a l'oest. Abdus Salam, a qui donava suport Zulfikar Ali Bhutto, i Munir Ahmad Khan a l'IAEA feien un esforç enorme per posar el Pakistan en la carrera del poder nuclear. El 1965 se signava amb General Electric Canada l'establiment de la primera central nuclear del país, i llocs de processament nuclear amb British Nuclear Fuels i el Commissariat à l'énergie atomique de França. Durant aquest període, els Estats Units d'Amèrica instal·laren un reactor nuclear i una instal·lació de fusió nuclear a l'oest. Cap instal·lació nuclear s'establí, ni hi hagué interès occidental a establir-ne al Pakistan oriental. El PAEC era l'única autoritat que havia fet una mica de recerca acadèmica a l'est, mentre que a l'oest impulsava el desenvolupament de científic i tecnològic. El programa espacial era també llançat per Abdus Salam, que amb l'ajuda dels Estats Units establia la Space Research Commission (SRC) el 1961. El 1962 era construït el cosmòdrom de Sonmiani, a Karachi, i el 7 de juny de 1961, un coet de combustible sòlid de dues fases anomenat Rehbar-I era llançat, convertint el Pakistan el tercer país de l'Àsia i el desè del món a fer un llançament.
| «                            | El Pakistan lluitarà, lluitarà mil anys. Si... l'Índia construeix la bomba… menjarem herbes o fulles o passarem gana però en tindrem la nostra... No tenim elecció!... | » |
| — Zulfikar Ali Bhutto, 1965, | |   |

El 1965, després d'aprovar una missió aerotransportada estratègica, l'Índia declarava una guerra a gran escala amb el Pakistan, lliurada principalment a l'oest mentre només petites operacions es duien a terme a l'est. El 1965, Bhutto en l'Assemblea General de les Nacions Unides encarava un dràstic discurs mentre defensava la posició del Pakistan.
L'exèrcit del Pakistan oriental no intervingué en el conflicte. Després que la Unió Soviètica intervingués, se signà l'acord de Taixkent entre l'Índia i el Pakistan. Després de signat l'acord, Zulfikar Ali Bhutto dimití del seu ministeri i la popularitat d'Ayub Khan minvà i la seva imatge era difamada per l'oposició. Després que les notícies arribessin a l'oest, van començar manifestacions massives i vagues en la indústria, i en uns mesos Ayub Khan perdia el control de l'oest. El 1967, Bhutto va organitzar una reunió pública de socialistes i intel·lectuals d'ala esquerra a Lahore i fundava el principal partit d'esquerres, el Partit Popular del Pakistan.
El Partit Popular del Pakistan guanyà popularitat immediatament i aconseguí reduir l'aprovació pública a Bhutto. Després d'encarar al ressentiment públic i la pressió de Bhutto, Ayub Khan deixava el càrrec amb la salut empobrida i, després d'una revolta nacional, cedia poders al general comandant Yahya Khan, que imposà la llei marcial el 1969 i suspenia la constitució, dissolent la república presidencial, que va prometre eleccions generals per a finals de 1970.

#### Llei marcial a Pakistan (1969-1971)
La llei marcial al Pakistan durà fins al 1971 i durant la qual el govern militar instal·là militars d'alt rang en els càrrecs governamentals. La pujada del socialisme començava a tenir lloc amb el Partit Popular del Pakistan com a eix central. El lema socialista del partit, Menjar, roba i refugi i el seu manifest van popularitzar el partit ràpidament, convertint-lo en el partit essencial a l'oest.
El 1970 es dugueren a terme importants reformes agràries i canvis geogràfics i territorials només a l'oest amb la promulgació del decret presidencial n. 1970, dissolent l'estatus del Pakistan occidental, deixant-lo simplement en Pakistan, retenint l'estructura, quadres territorials, fronteres i restaurant les quatre províncies del Pakistan es restaurava Sindh, Panjab, frontera del Nord-oest i Balutxistan, restaurant les assemblees provisionals, i el parlament estatal, tribunal suprem i govern essencial i institucions autoritàries van guanyar pes. Aquest decret es va limitar a l'oest, sense efecte a l'est.
En vigílies de les eleccions legislatives pakistaneses del 1970, el cicló Bhola colpejava el Pakistan est i matà fins a 500.000 persones. Malgrat la tragèdia i les dificultats per arribar als llocs de votació, les eleccions se celebraren i els resultats mostraven una divisió clara entre est i oest. La Lliga Awami, encapçalada per Sheikh Mujibur Rahman, guanyava una majoria amb 167 dels 169 escons del Pakistan oriental, però cap al Pakistan occidental, on el Partit Popular del Pakistan de Zulfikar Ali Bhutto, guanyava 85 escons, i cap al Pakistan oriental. Tanmateix, Yahya Khan i Bhutto es negaren a lliurar poder a Sheikh Mujibur Rahman.
Mentrestant, Sheikh Mujibur Rahman iniciava un moviment de desobediència civil fortament recolzat per la població del Pakistan oriental, incloent la majoria dels treballadors governamentals. S'organitzà una conferència entre Yahya, Bhutto, i Sheikh Mujibur Rahman a Dhaka que acabà sense una solució, i immediatament les forces armades del Pakistan començaven l'operació Searchlight seguida de l'operació Barisal per l'armada pakistanesa, unes mesures organitzades contra l'exèrcit pakistanès oriental, policia, polítics, civils, i estudiants a Dacca. Sheikh Mujibur Rahman i molts altres líders de la lliga Awami foren arrestats, mentre que d'altres fugien a l'Índia. Sheikh Mujibur Rahman fou dut al Pakistan occidental. La repressió s'incrementà i s'inicià la Guerra d'independència de Bangladesh entre les forces armades del Pakistan i el Mukti Bahini. El març de 1971, la primera ministra Indira Gandhi de l'Índia anunciava el suport als independentistes bengalís, proporcionant-los ajuda militar. Entre 300.000 i 3.000.000 persones moriren en la guerra, i milions d'hindús i bengalís fugiren a l'Índia. El 27 de març de 1971, el major Ziaur Rahman, un bengalí veterà de guerra del regiment de Bengala oriental de l'exèrcit del Pakistan, va declarar la independència de Pakistan oriental com a nació nova de Bangladesh. Yahya Khan nomenà Nurul Amin president de la Pakistan Muslim League com a primer ministre i primer vice-primer ministre del país, mentre nomenava Bhutto com a primer ministre suplent i Mujib com a vice-primer ministre, un esquema que era enèrgicament rebutjat per Bhutto.
Després d'intervencions encobertes i obertes per part de l'exèrcit indi en el conflicte, les hostilitats esclataven entre l'Índia i Pakistan el 3 de desembre de 1971. A Bangladesh, les forces armades del Pakistan del general Amir Niazi i l'almirall Mohammad Shariff, debilitades i esgotades per la guerrilla del Mukti Bahini, es rendien el 16 de desembre de 1971, amb gairebé 90.000 presoners de guerra. El resultat era l'emergència de fet de la nació nova de Bangladesh, acabant 24 anys d'unió turbulenta. Les xifres de morts civils bengalís en la guerra varien en gran manera, depenent de les fonts. Encara que l'assassinat de bengalís no era aprovat per la gent de Pakistan occidental, continuà durant 9 mesos. L'informe oficial del Pakistan, per l'Hamood-ur-Rahman Commission, posava la xifra en només 26.000, mentre que les estimacions arribaren fins a 3 milions. Desacreditat per la derrota, Yahya Khan renunciava i Bhutto es nomenava president i administrador de la llei marcial el 20 de desembre de 1971.

### Segona era democràtica (1971-77)

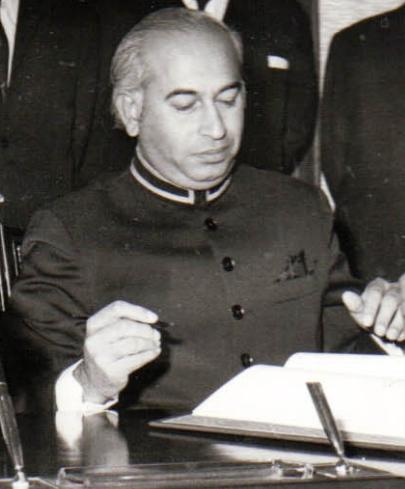
Zulfikar Ali Bhutto

La democràcia tornà entre 1971 i 77, un període de creixement de l'esperit nacional, estatització, projectes de bombes atòmiques i el socialisme democràtic. El Partit Popular del Pakistan i Zulfikar Ali Bhutto van encarar els desafiaments tant interns com estrangers, i la nació es desmoralitzava, i les crides a la successió de l'estat començaven a augmentar. El govern civil retornà després de la guerra, quan Yahya Khan lliurà el poder polític a Zulfikar Ali Bhutto. Per unir de nou el país, Bhutto llançà una sèrie d'operacions d'intel·ligència internes per esquerdar el sentiment i moviment nacionalista, autoritzant el judici a gran d'escala d'oficials tacats en el seu paper al Pakistan oriental. Bhutto destituí Gul Hassan Khan, Muzaffar Hassan i Abdul Rahim Khan, caps de l'exèrcit, armada i força aèria, respectivament, i ordenava arrest domiciliari per a Yahya Khan i alguns dels seus col·laboradors.
El 1972, els serveis d'intel·ligència del país s'assabentaren que "L'Índia era prop de desenvolupar una arma nuclear amb el seu programa nuclear". En resposta, Bhutto convocà una reunió secreta amb científics i acadèmics per construir la bomba atòmica per a la supervivència nacional. Aquest projecte de bomba atòmica reuní equips de prominents científics acadèmics i enginyers, encapçalats pel científic nuclear Abdus Salam. Salam més tard guanyà el Premi Nobel de Física per teoritzar la unificació de forces nuclears dèbils i forces electromagnètiques. El 1973, el Parlament aprovava una nova constitució, i Pakistan, per primera vegada, es declarava com a democràcia parlamentària. El 1974, el Pakistan s'alarmà per la prova nuclear índia i el 1972 començà el seu programa, que arribà a una fita el 1978 quan s'aconseguia el nivell de producció de combustible i el disseny científic.
Aquest període, es considera com la principal reconstrucció, rehabilitació, i restabliment del país. Bhutto i el seu govern feren reformes essencials i serioses, establiments, desenvolupament i redisseny de la infraestructura del país. Al principi, Bhutto supervisà la promulgació de la constitució de 1973 que confirmava la democràcia parlamentària. S'establí el Comitè conjunt de Caps d'Estat Major, la reorganització de les forces militars, especials i de comandament. Es democratitzà la burocràcia civil, el comitè electoral i l'estructura política. El govern del Partit Popular avançava en el creixement de la infraestructura econòmica i humana del país, que començava primer amb reformes agràries, estatització i el control governamental d'indústries privades essencials, industrialització i l'expansió del sistema d'educació per tot el país. En el front estranger, l'aliança amb els Estats Units d'Amèrica es debilitava i les relacions amb la Unió Soviètica i el bloc de l'Est, Corea del Nord, Xina, i el món àrab millorava i es reforçava. Després de 1974, Bhutto prenia mesures agressives contra l'Índia a les Nacions Unides i el seu programa nuclear; en diverses ocasions empenyien l'Índia a posicions defensives mentre Bhutto treballava desenvolupant el projecte de bombes atòmiques. Des de 1976-77, Bhutto endegava una guerra diplomàtica intensa i escalfada amb els Estats Units i el president Jimmy Carter treballava furtivament per fer malbé la credibilitat de Bhutto al Pakistan. Bhutto i Aziz Ahmed frustrà els intents dels EUA d'infiltrar el programa de bombes atòmiques. El 1976, durant una missió secreta, Henry Kissinger amenaçà Bhutto i Aziz Ahmed i després de la reunió, Bhutto posava tots els esforços a desenvolupar reeixidament el projecte atòmic abans de les eleccions.
El 1973, una important revolta nacionalista prenia lloc en la província del Balutxistan i la supressió de la revolta tingué el suport aeri de Mohammad Reza Pahlavi de l'Iran per impedir l'extensió del conflicte al Balutxistan iranià. El conflicte acabà després d'una amnistia i subsegüent estabilització pel governant militar provincial Rahimuddin Khan. El 1974, Bhutto sucumbia a la pressió creixent dels partits religiosos i donà suport al Parlament a declarar els partidaris d'Ahmadia com no musulmans. L'aliança socialista de Bhutto s'esfondrà, forçant els seus aliats d'ala esquerra a formar una aliança amb conservadors de dreta, per desafiar el Partit Popular. Les eleccions de 1977 les guanyà el Partit Popular desafiat per l'oposició, que acusava Bhutto de manipular el procés electoral. El malestar popular s'intensificà i Mohammad Shariff prenia poder en un cop d'estat. Després d'això, Bhutto i els seus col·legues foren jutjats durant dos anys a la Cort Suprema. El 1979, Bhutto fou executat per la Cort Suprema, després de ser declarat culpable d'autoritzar l'assassinat d'un adversari polític, en una decisió de divisió controvertida de 4-3 de la Cort Suprema.

### Segona era militar (1977-1988)
Les polítiques es reactivaren amb l'arribada de l'administrador militar del general Zia-ul-Haq mentre la llei marcial romania intacta al país. El govern militar del general Zia-ul-Haq instal·lava oficials militars de perfil alt, del govern provisional al govern central. El període de 1977-88 és sovint considerat com un període de gran purga i el creixement del conservadorisme religiós. El 1984, convocà un referèndum que demanà el suport al seu programa religiós, que rebé un suport aclaparador i estenia el govern del general Zia com a administrador de la societat civil per cinc anys. Les polítiques econòmiques es reactivaren i les polítiques d'economia socialista foren dissoltes, establint un sistema nou de capitalisme que privatitzà i desnacionalitzà les indústries i infraestructures econòmiques, i es desregulà l'economia de mercat del país. El govern d'onze anys de Zia-ul-Haq's suposà la primera tecnocràcia del país sense cap partit al govern. El seu govern contractà professionals, científics, enginyers, investigadors mèdics, oficials militars, i societat religiosa. Els partits religiosos d'extrema dreta es quedaven en el nivell de govern municipal i eren l'instrument d'enviar estudiants joves d'escoles religioses del seu districte per participar en la Guerra afganosoviètica. Es prohibí les cançons occidentals en la televisió nacional, permetent només cançons patriòtiques.

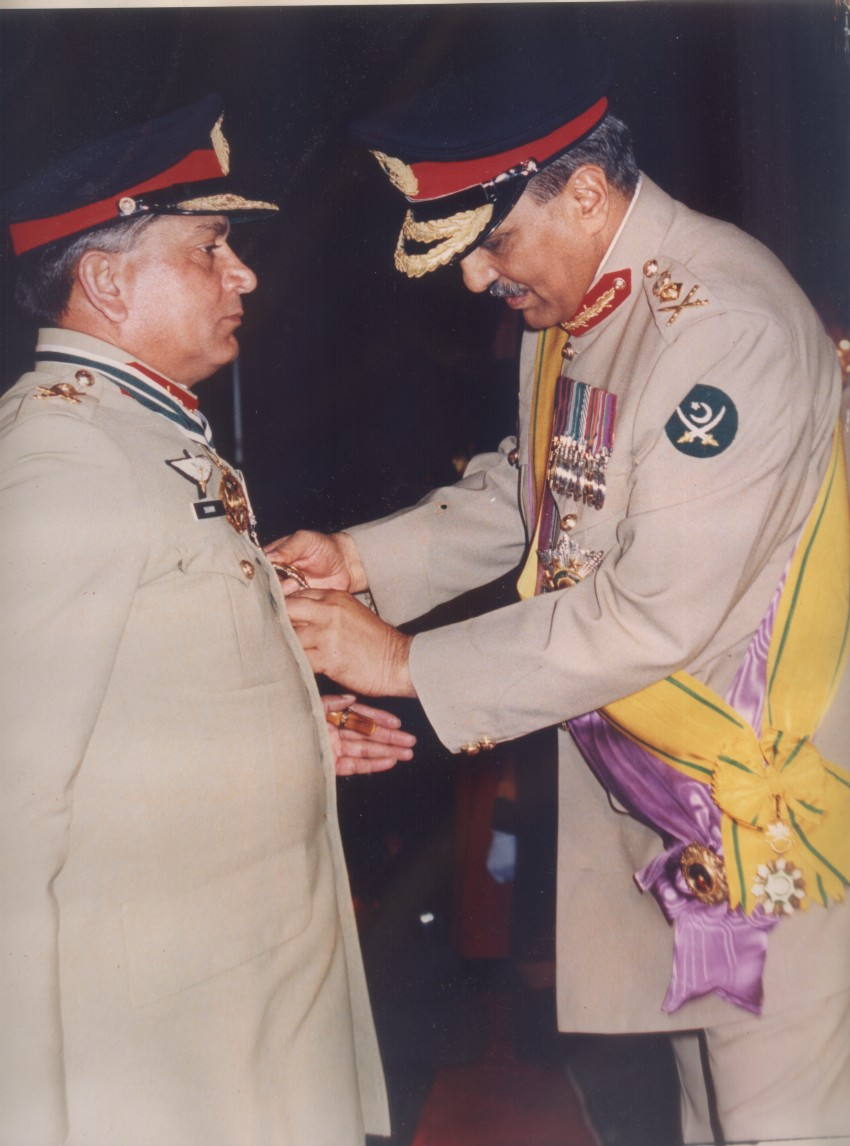
General Zia-ul-Haq (dreta)

Després d'assumir el poder, el govern de Zia reactivà la política exterior i es dedicà a cercar una gairebé aliança amb els Estats Units d'Amèrica i l'Occident, aconseguida quan la Unió Soviètica intervingué en el govern de l'Afganistan i Zia ajudà a bastir una aliança en contra de la Unió Soviètica i el comunisme, aprofundint l'aliança del Pakistan i els Estats Units. L'aliança es formà tot i les dissensions dels conservadors d'extrema dreta d'aliar-se amb el govern de Zia i encoratjant el govern militar a eliminar els extremistes d'esquerra al país. L'aliança d'esquerra dirigida per Benazir Bhutto era maltractada per Zia, que prenia mesures agressives per eliminar el moviment de Bhutto. Mentrestant, les relacions milloraven i s'intensificaven pel suport a l'esquema dels EUA en la seva agenda a l'Afganistan. L'administració de Ronald Reagan ajudava a crear i finançar la rebel·lió antisoviètica a l'Afganistan, utilitzant el Pakistan com a conducte. En venjança, les policies secretes afganeses feien un gran nombre d'operacions terroristes contra Pakistan, que també patia una afluència d'armes il·legals i drogues des de l'Afganistan.

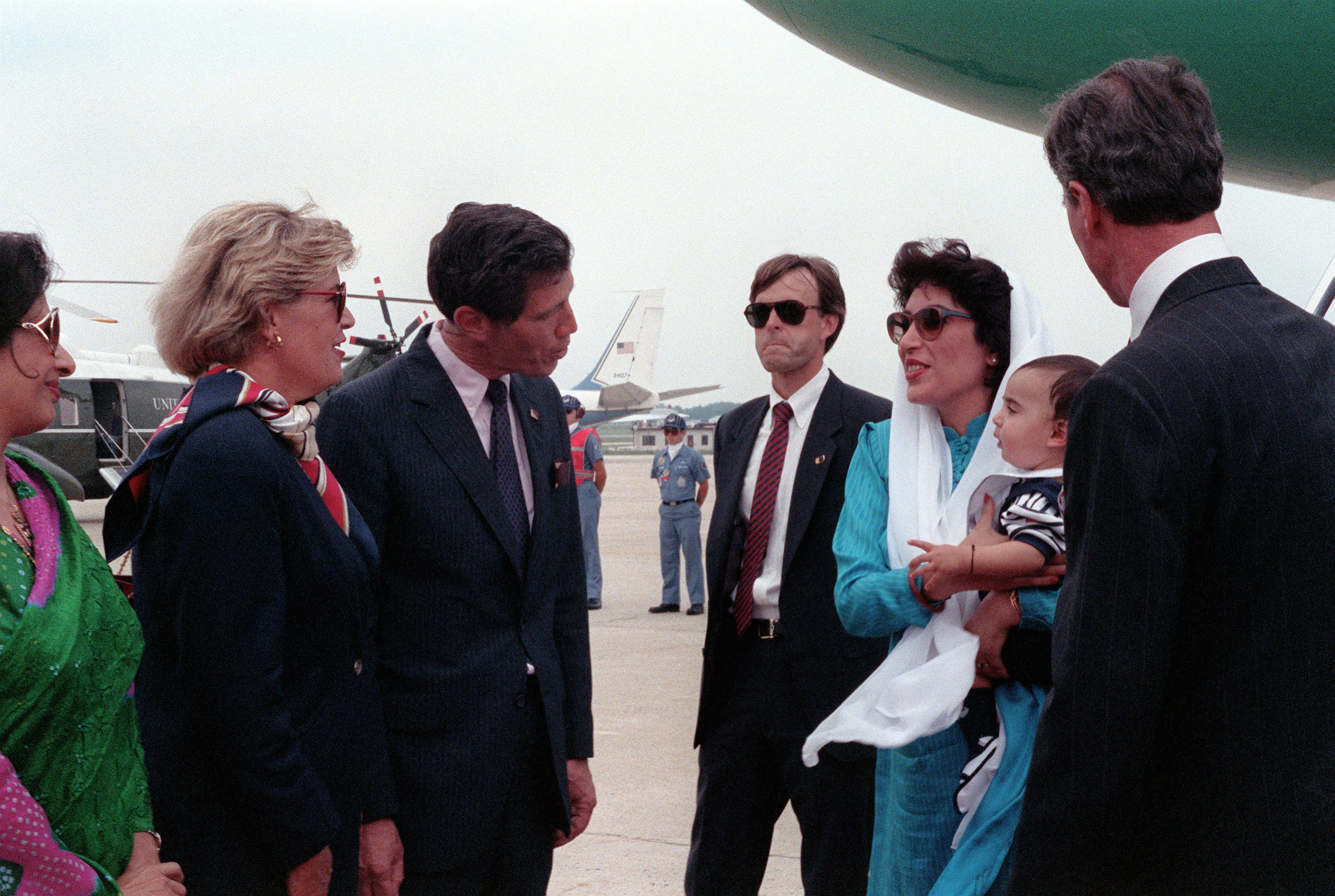
Benazir Bhutto esdevingué la primera dona primera ministra de Pakistan el 1988, en una foto als EUA (1988)

Durant la dècada de 1980, com a front en la lluita antisoviètica, el Pakistan rebia ajut substancial dels Estats Units mentre acollia milions de refugiats afganesos (principalment Pashtun) que fugien de l'ocupació soviètica. L'afluència de tants refugiats (la població de refugiats més gran al món) tingué un fort impacte al Pakistan i els seus efectes encara duren. La llei marcial de Zia gradualment invertia les polítiques socialistes del govern anterior, i introduïa la xaria el 1978, sovint citada com el factor que contribuïa al clima present de sectarisme i fonamentalisme religiós al Pakistan. L'Ordenança XX es presentava per limitar als idòlatres Ahmadis presentar-se com a musulmans. A més, les revoltes independentistes al Balutxistan eren ofegades pel governador provincial, el general Rahimuddin Khan. Les relacions amb Israel, l'Iran, i l'oest milloraven i acostaven l'aliança amb Israel en contra de la Unió Soviètica. Tanmateix, els problemes amb l'Índia creixeren quan l'Índia atacava i prenia Siachen, impulsant el Pakistan a atacar l'Índia. L'exèrcit indi retrocedí quan l'exèrcit pakistanès feu uns exercicis de 400.000 soldats al Sind.
Zia finalment derogà la llei marcial el 1985, celebrant eleccions sense partits i seleccionant Muhammad Khan Junejo per ser el nou primer ministre, que immediatament allargà el mandat de Zia com a cap de l'exèrcit fins al 1990. Junejo, tanmateix, gradualment s'allunyà de Zia mentre la seva independència administrativa augmentava. Després d'una explosió a gran escala en un dipòsit de municions a Ojhri, per la qual el primer ministre Junejo prometia portar a la justícia els responsables, implicant uns quants generals superiors, en canvi, Zia desestimà el govern de Junejo en unes quantes càrregues el maig de 1988 i convocava eleccions per al novembre de 1988. Tanmateix, abans que les eleccions poguessin tenir lloc, Zia moria en un accident d'aviació misteriós el 17 d'agost de 1988.

### Tercera era democràtica (1988-1999): període Benazir-Nawaz
La democràcia tornà el 1988 després de les eleccions generals que se celebraren després de la mort de Zia-ul-Haq, amb la victòria del Partit Popular, amb un sistema bipartidista amb competència entre la lliga musulmana de Pakistan de Nawaz Sharif i el Partit Popular de Benazir Bhutto fins al 1999. El partit comunista i els extremistes de dreta van desaparèixer amb la caiguda del comunisme i la pèrdua d'interès nord-americà en el Pakistan.
| «                                        | L'esmena Pressler fou un vet en mans de l'Índia —una eina i un bastó en mans d'aquells que es van enfrontar a Amèrica i amb la Unió Soviètica durant cinquanta anys... Els Estats Units haurien d'honorar èticament les obligacions contractuals amb el Pakistan, legalment i moralment... | » |
| — Primera ministre Benazir Bhutto, 1995, | |   |

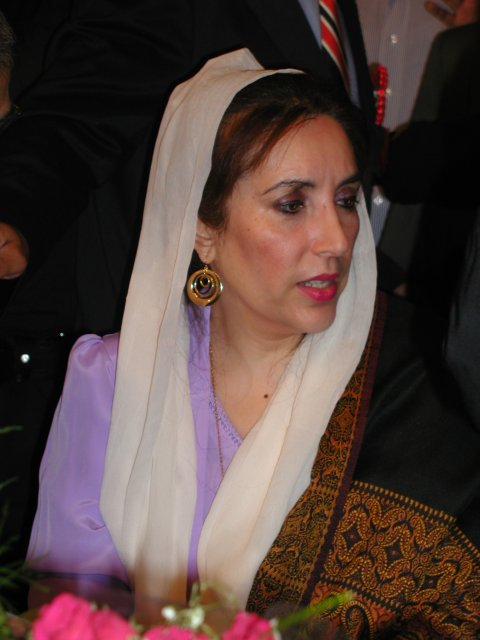
Benazir Bhutto, 2004

Com a conseqüència de les eleccions de 1988, Benazir Bhutto esdevingué la primera dona primera ministra del Pakistan i la primera dona cap de govern en un món musulmà. Pakistan, mitjançant esmenes constitucionals, tornava al sistema de democràcia parlamentària, i fou governat per civils electes, alternativament encapçalats per Benazir Bhutto i Nawaz Sharif, que foren elegits dues vegades cadascú i retirats per afers de corrupció i seguretat nacional. Al principi, la primera ministra Benazir Bhutto adoptà polítiques pro americanes i supervisava l'evacuació de les tropes de la Unió Soviètica de l'Afganistan. El 1989, demanà una acció militar a l'Afganistan que fallà brutalment i va deposar els directors dels serveis d'intel·ligència. Després de la retirada soviètica, l'aliança amb els Estats Units s'acabà i els èxits del projecte clandestí de bomba atòmica eren revelats, duent a la imposició de sancions econòmiques dels Estats Units. Benazir Bhutto responia agressivament a les sancions, i inicialment les relacions es refredaren. La situació econòmica al país empitjorava i la rupia pakistanesa perdia la guerra monetària amb l'Índia. La pobra situació econòmica i les preocupacions de seguretat nacionals portaren a la destitució del primer govern de Benazir Bhutto pel president conservador Ghulam Ishaq Khan. Les noves eleccions es convocaren el 1990 amb la victòria de l'aliança conservadora de centredreta, l'Islami Jamhoori Ittehad de Nawaz Sharif. Els conservadors, per primera vegada en la història, aconseguien el poder en un sistema democràtic amb el qual Nawaz Sharif era nomenat primer ministre.

Nawaz Sharif i els conservadors s'enfrontaren a un desafiament econòmic i problemes de seguretat interna. El novembre de 1990, Sharif va fer una visita secreta als Estats Units i adoptà una política d'ambigüitat deliberada anunciant que "El Pakistan no té cap bomba atòmica", però prometia desenvolupar el poder nuclear per raons econòmiques. Sharif llançà el programa d'industrialització capitalista a gran escala, però controvertidament ordenà una operació contra els liberals de Karachi que aturaven les seves polítiques. Els problemes institucionals sorgiren amb el president Ghulam Ishaq Khan, que destituí Sharif amb arguments com els de Benazir Bhutto. El primer ministre Sharif es va girar contra la Cort Suprema que li donà el govern i s'alià amb Bhutto per forçar la renúncia del president Ghulam Ishaq Khan. Amb la destitució de Sharif, se celebraren eleccions amb el triomf de nou de Bhutto i el Partit Popular per tercera vegada. Després d'assegurar la pluralitat, assumia el govern i assignava un nou president. Bhutto nomenà un govern nou, començant pels caps de les forces militars. Benazir Bhutto dirigí les seves polítiques en el model de socialdemocràcia, nacionalització limitada, sistema d'ensenyament, i desregulació de la indústria mentre dissolia els sindicats. Amb Bhutto, l'economia se centralitzava i als defensors de l'economia planificada se'ls donava suport extrem. S'intentà normalitzar les relacions amb els Estats Units i reforçar les relacions amb els estats socialistes i el món occidental. Les polítiques internes s'exercien amb mà dura per portar la pau al país, començant primer a Karachi. Les seves accions li guanyaven el malnom de dama de ferro pels seus rivals. El programa de bombes atòmiques es moderà, modernitzà i expandí, malgrat les objeccions dels EUA. Benazir Bhutto reaccionava agressivament i de manera enfadada en contra de les objeccions dels EUA i, en canvi, llançava el programa d'armes espacial integrat el 1993, supervisant la construcció dels sistemes Shaheen i Ghauri.

A finals de la dècada de 1990, el Pakistan era un dels tres països que reconeixien el govern talibà i Mullah Mohammed Omar com a governant legítim de l'Afganistan. El Pakistan i altres països proporcionaren ajut econòmic i militar als talibans des de 1994 com a suport a l'aliança antisoviètica. Alguns lluitadors talibans foren reclutats a les madrasses del Pakistan. El creixement econòmic declinava cap al final d'aquest període, perjudicat per la crisi financera asiàtica, i s'imposaren sancions econòmiques al Pakistan després de les seves primeres proves de disposar de mecanismes nuclears el 1998. Les proves pakistaneses es dugueren a terme poc després que l'Índia provés mecanismes nuclears i augmentés la por d'una cursa d'armament nuclear a l'Àsia del Sud. L'any següent, el Pakistan atacà el Kargil en suport a militants caixmiris, amenaçant d'intensificar una guerra a gran escala. Les relacions amb l'Índia empitjoraren de nou el 1995 quan Benazir Bhutto rebia notícies d'un segon intent indi de prova nuclear. En diverses ocasions, Benazir Bhutto criticà l'Índia posant a la defensiva el seu programa nuclear. Les reformes militars i els programes de desenvolupament s'iniciaren el 1994 quan s'aconseguí la transferència de tecnologia AIP. Tanmateix, el 1996, la popularitat de Benazir Bhutto disminuïa després que el seu marit fou implicat en la mort controvertida de Murtaza Bhutto, el germà més jove de Benazir Bhutto. Molts personatges públics sospitaven fins i tot de la implicació de Benazir Bhutto en l'assassinat, encara que no fou demostrada. El 1996, set setmanes després de l'incident, el govern de Benazir Bhutto era destituït pel president amb imputacions sobre la mort de Murtaza Bhutto.
En les eleccions de 1997, Nawaz Sharif tornà a ser escollit com a primer ministre, i els conservadors rebien la majoria de vots, que obtenien prou escons en el parlament per canviar la constitució, que esmenaren per eliminar els frens al poder del primer ministre. Es desafià institucionalment l'autoritat del president Farooq Leghari i els caps dels cossos de l'exèrcit, Jehangir Karamat, Fasih Bokharie, i Sajjad Ali Shah foren forçats a dimitir (Shah després que la Cort Suprema fos assaltada per partidaris de Sharif). El govern conservador també adoptava les polítiques mediambientals després d'establir l'agència de protecció ambiental.
| «                                                                          | Avui hem aconseguit un èxit i dut a terme sis proves nuclears | » |
| — Primer ministre Nawaz Sharif anunciant les proves el 30 de maig de 1998, |                                                               |   |

Els problemes amb l'Índia s'intensificaren el 1998, quan la televisió anuncià les segones proves nuclears índies, des que el 1974 declarava el seu poder nuclear. Quan les notícies arribaren al Pakistan, Sharif inicialment quedà en xoc, cridant al consell de seguretat nacional a Islamabad i prometent respondre als indis. Després de controlar els efectes sobre les proves índies durant dues setmanes, Sharif ordenava una sèrie de proves nuclears en l'àrea remota de les muntanyes de Chagai el 1988. Les forces armades es mobilitzaren en una situació de guerra quan les forces armades índies es mobilitzaren en la frontera. La popularitat de Sharif va créixer, i sota el seu lideratge, el Pakistan es convertia en el setè país amb poder nuclear i el primer musulmà. Internacionalment condemnat però extremadament popular a casa, Sharif va controlar àmpliament els actius econòmics del país, centralitzant l'economia. Sharif va mobilitzar tots els actius de defensa del Pakistan i tancà l'espai aeri. Sharif va rebutjar la pressió internacional acusant l'Índia de la proliferació nuclear global mentre criticava els Estats Units pels bombardejos atòmics d'Hiroshima i Nagasaki.
| «                         | Si el Pakistan hagués volgut, hagués fet proves nuclears fa quinze o vint anys... però l'enorme pobresa de la regió va dissuadir... al Pakistan de fer-ho, però el món, en lloc de pressionar (l'Índia)... a no prendre el camí de la destrucció... va imposar tota mena de sancions al Pakistan sense cap falta...! Si els japonesos haguessin tingut la seva pròpia capacitat nuclear... Hiroshima i Nagasaki no haguessin patit la destrucció atòmica a mans dels Estats Units... | » |
| — Nawaz Sharif, 30/5/1998 | |   |

Aquest èxit polític fou passatger, i quan fracassà una infiltració estratègica dugué a la Guerra de Kargil, no declarada però a gran escala amb l'Índia el 1999, i al col·lapse del mandat de Sharif.

### Tercera era militar (1999-2007): període Musharraf-Aziz

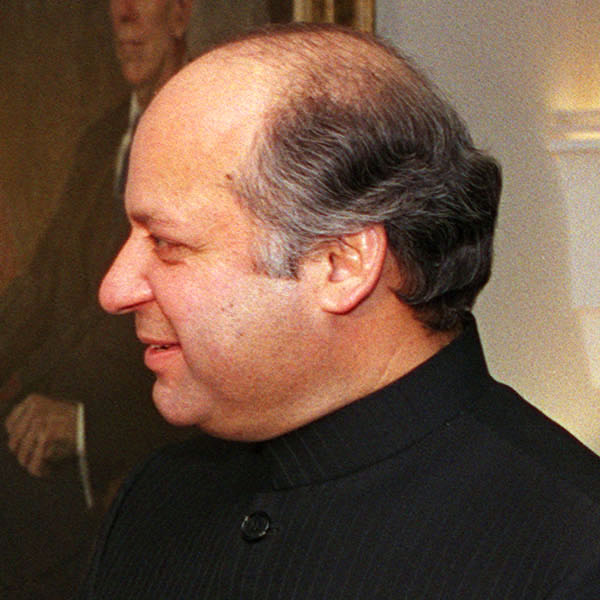
Nawaz Sharif, 1998

El 12 d'octubre de 1999, el primer ministre Nawaz Sharif intentava destituir el general Pervez Musharraf, cap de l'estat major i de l'exèrcit, i instal·lar en el seu lloc el director dels serveis d'intel·ligència (ISI) Ziauddin Butt, però els comandants militars van rebutjar la decisió. Musharraf, que era fora del país, va embarcar en un avió de passatgers comercial per retornar al Pakistan i Sharif va ordenar evitar l'aterratge de l'avió, que feia voltes al cel sobre Karachi. Els comandants superiors militars donaren un cop d'estat i enderrocaren el govern de Sharif, controlant l'aeroport. L'avió va aterrar amb només uns quants minuts de combustible i Musharraf assumia control del govern. A Islamabad, la policia militar va arrestar el primer ministre i els membres del seu gabinet que participaren en el segrest de l'avió i el dugueren a la infame presó d'Adiala. El judici es traslladà a la Cort Suprema, i Sharif rebé cadena perpètua per corrupció, i pena de mort pel cas del segrest de l'avió.
| «                    | Va arribar a la conclusió que, en rellevar el general Jehangir Karamat, el primer ministre Sharif havia comès un "error". També va equivocar-se en reconèixer que malgrat el seu mandat fort, no era convenient per a ell rellevar dos caps de l'exèrcit i un cap de l'armada en menys d'un any. En fer-ho, s'havia extralimitat i havia fet descarrilar un procés democràtic durant anys... | » |
| — Sartaj Aziz, 2009, | |   |

El president americà Bill Clinton conclogué que la seva pressió per forçar Sharif a retirar les forces del Pakistan de Kargil, al Kashmir controlat per l'Índia, era una de les raons principals per al desacord entre Sharif i les forces armades del Pakistan. Clinton i Fahd de l'Aràbia Saudita pressionaren Musharraf per salvar la vida de Sharif i exiliar-lo a l'Aràbia Saudita, garantint que no s'implicaria en política durant deu anys. Després de sis anys a Aràbia Saudita, es traslladà a Londres el 2005. Les primeres iniciatives preses per Musharraf eren les reformes econòmiques i la liberalització econòmica. Durant el seu viatge als Estats Units el 1999, Musharraf demanava a l'anterior vicepresident executiu del Citibank prendre el càrrec de ministre d'economia.
El règim de Musharraf i Aziz presentà el sistema semipresidencial i, el 12 maig de 2000, la Cort Suprema ordenà celebrar eleccions generals abans del 12 d'octubre de 2002. En un intent de legitimar la seva presidència i assegurar-se la continuïtat després de les eleccions, Musharraf va convocar un controvertit referèndum nacional el 30 d'abril de 2002, que va allargar la presidència a cinc anys després de les eleccions d'octubre. Musharraf va reforçar la seva posició emetent una llei l'agost de 2001 que establia la base constitucional per a la seva continuïtat en el càrrec. Musharraf va nomenar ministre econòmic Shaukat Aziz. Les eleccions generals se celebraren en octubre de 2002 i la centrista Lliga Musulmana pro Musharraf guanyà la majoria dels escons del Parlament. Tanmateix, els partits oposats a la llei paralitzaren eficaçment l'Assemblea Nacional un any. El bloqueig acabà en desembre de 2003, quan Musharraf i alguns dels seus adversaris parlamentaris es posaren d'acord, i els legisladors pro Musharraf reuniren la majoria de dos terços que retroactivament legitimava el cop de Musharraf de 1999 i molts dels seus subsegüents decrets. L'esmena transferia la república parlamentària i la democràcia parlamentària al país, canviant-la per un sistema semipresencial. En una moció de confiança l'1 de gener de 2004, Musharraf guanyà, i fou elegit president. Després de la seva elecció, Musharraf augmentà el paper de Shaukat Aziz, i l'ajudà a assegurar la nominació del partit per a primer ministre.

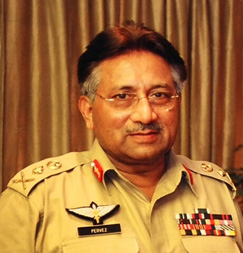
General Pervez Musharraf

El 2004, Shaukat Aziz fou nomenat primer ministre, inicialment encarregat del dia a dia del govern, supervisió de les operacions militars, energia i polítiques econòmiques, i la millora del sistema d'ensenyament, mentre Musharraf prenia el control dels afers exteriors, interns, i la guerra contra el terrorisme. Mentre les reformes econòmiques empreses durant el seu règim produïen resultats positius, les reformes socials proposades es trobaven amb resistència. Musharraf va afrontar l'oposició de grups religiosos enfurits amb l'aliança política amb els Estats Units després dels atemptats de l'11 de setembre de 2001 i el seu suport militar a la Guerra de l'Afganistan (2001-actualitat). Sobrevisqué a uns quants intents d'assassinat per grups sospitosos de ser part d'Al-Qaeda.
Entre 2001 i 2004, el govern de Musharraf va patir diversos escàndols científics que van fer malbé la credibilitat del país. El 2001, els científics Sultan Bashiruddin Mahmood i Chaudhry Abdul Majeed foren acusats d'ajudar les organitzacions terroristes amb propòsits de terrorisme nuclear;, tanmateix, les investigacions van revelar que cap dels científics podien construir els mecanismes malgrat les seves carreres professionals acadèmiques. Al mateix temps, el Pakistan continuava implicat en una disputa sobre Kashmir, amb acusacions dels indis de suport pakistanès al Front d'Alliberament de Jammu i Caixmir, mentre el Pakistan denunciava els abusos dels drets humans de l'Índia en el seu ús excessiu de la força militar a la regió. El que fa aquesta disputa una font de preocupació especial per a la comunitat mundial és que tant l'Índia com el Pakistan tenen armes nuclears.
El 2002, quan militants del Kashmir atacaren el parlament indi, presumptament amb suport de l'ISI, les tensions diplomàtiques feren desplegar 500.000 i 120.000 tropes índies i pakistaneses a la frontera, respectivament. El procés de pau indopakistanès ha anat progressant, a vegades aturat per l'activitat insurgent a l'Índia, com els atemptats de Bombai de 2008. Durant el règim Musharraf-Aziz, el Pakistan fou acusat de contribuir a proliferació atòmica global; el seu científic nuclear principal, Abdul Qadeer Khan, va admetre vendre secrets nuclears, encara que negava coneixement governamental de les seves activitats. Les investigacions posteriors exposaven el paper de beneficiaris dels polítics principals del país, deixant els governs mundials en xoc però sense condemnar alguns polítics per no perjudicar les seves aliances amb els partits polítics del país.
Després de la invasió dels Estats Units a l'Afganistan, el govern del Pakistan, com a aliat, va desplegar el XI cos d'exèrcit i tres divisions de muntanya comandades per Alijan Aurkzhai a la regió muntanyenca del Waziristan el 2002, a la recerca d'Osama bin Laden, líder d'al-Qaeda, i altres membres de l'organització fortament armats, refugiats allà. El desplegament conjunt amb la marina i la força aèria va començar a dirigir operacions aèries i d'intel·ligència el 2002-03. Finalment, el març de 2004, forts combats esclataren a Azam Warsak (prop de la ciutat de Waziristan, al sud de Wana), entre les forces armades del Pakistan i uns 400 militants d'al-Qaeda atrinxerats. S'especulà que Ayman al-Zawahiri estava entre els encerclats per les forces armades del Pakistan. El 5 de setembre de 2006, una treva se signà amb els militants i els rebels locals (que s'anomenaven l'emirat islàmic de Waziristan), en què els rebels havien de deixar de donar suport als militants en atacs a l'altra banda de la frontera de l'Afganistan a canvi d'un alto el foc i amnistia general i la cessió del patrullatge de frontera i responsabilitats de comprovació, fins llavors en mans de l'exèrcit del Pakistan.

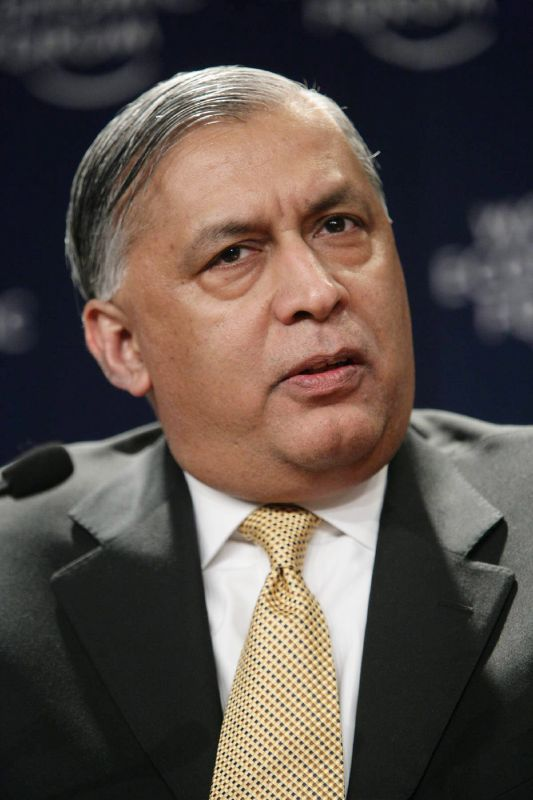
Shaukat Aziz

L'anterior primer ministre Nawaz Sharif intentà retornar de l'exili el 10 de setembre de 2007, però fou arrestat amb càrrecs de corrupció després d'aterrar en l'aeroport internacional d'Islamabad, i embarcà en un avió cap a Jeddah, Aràbia Saudita, mentre a fora de l'aeroport hi havia confrontacions violentes entre els seguidors de Sharif i la policia. Això no va dissuadir una altra anterior primera ministra, Benazir Bhutto, de retornar el 18 d'octubre de 2007 després de vuit anys d'exili a Dubai i Londres, per preparar les eleccions parlamentàries del 2008. Tanmateix, el mateix dia, terroristes suïcides intentaren matar Bhutto mentre es dirigia a Karachi. Bhutto s'escapava il·lesa però hi va haver 136 víctimes mortals i com a mínim 450 ferits.
El 3 de novembre de 2007, el general Musharraf proclamava l'estat d'emergència i destituïa el jutge principal del Pakistan, Iftikhar Muhammad Choudhry amb altres 14 jutges de la Cort Suprema. Els advocats protestaren contra aquesta acció, però foren arrestats. Foren prohibits tots els canals de mitjans de comunicació privats incloent-hi canals estrangers. Musharraf declarava que l'estat d'emergència acabaria 16 de desembre, i el 28 de novembre Musharraf es retirà de l'exèrcit i l'endemà jurà un segon terme presidencial.
El 25 de novembre de 2007, Nawaz Sharif feia un segon intent de retornar d'exili, aquesta vegada acompanyat pel seu germà, l'anterior ministre principal del Punjab, Shahbaz Sharif. Centenars dels seus seguidors, incloent uns quants líders del partit eren retinguts abans que aterressin a Lahore. L'endemà, Nawaz Sharif arxivà les peticions de nominació per a dos escons en les properes eleccions mentre Benazir Bhutto sol·licità tres escons incloent-hi un dels seients reservats per a dones.
El 27 de desembre de 2007, mentre Benazir Bhutto estava en campanya electoral a Rawalpindi, fou assassinada per un tret al coll i una bomba, matant 20 altres persones i ferint-ne uns quants més. La comissió electoral després d'una reunió a Islamabad, anuncià que, a causa de l'assassinat de Benazir Bhutto, les eleccions, que s'havien planificat per al 8 de gener de 2008, tindrien lloc el 18 de febrer.
Les eleccions generals se celebraren a Pakistan el 18 de febrer de 2008, i els dos grans partits, el Partit Popular del Pakistan Lliga Musulmana del Pakistan guanyaren la majoria d'escons i formaren un govern de coalició.
El 7 d'agost, el bloqueig entre els partits que governaven s'acabà quan el govern de coalició decidí deposar el president abans de restaurar la magistratura deposada. A més, decidiren que Pervez Musharraf hauria de ser acusat de debilitar l'estructura federal del Pakistan, violar la seva constitució i crear un atzucac econòmic.
El president Pervez Musharraf consultà els seus aliats i el seu equip legal sobre les implicacions de l'acusació, i manifestà que estava preparat per respondre als càrrecs contra a ell i buscar el vot de confiança del senat i el parlament, com demanaven els partits de la coalició. Tanmateix, el 18 d'agost de 2008, Musharraf anunciava per televisió que dimitia després de nou anys en el càrrec.

### Quarta era democràtica (2008 - present)

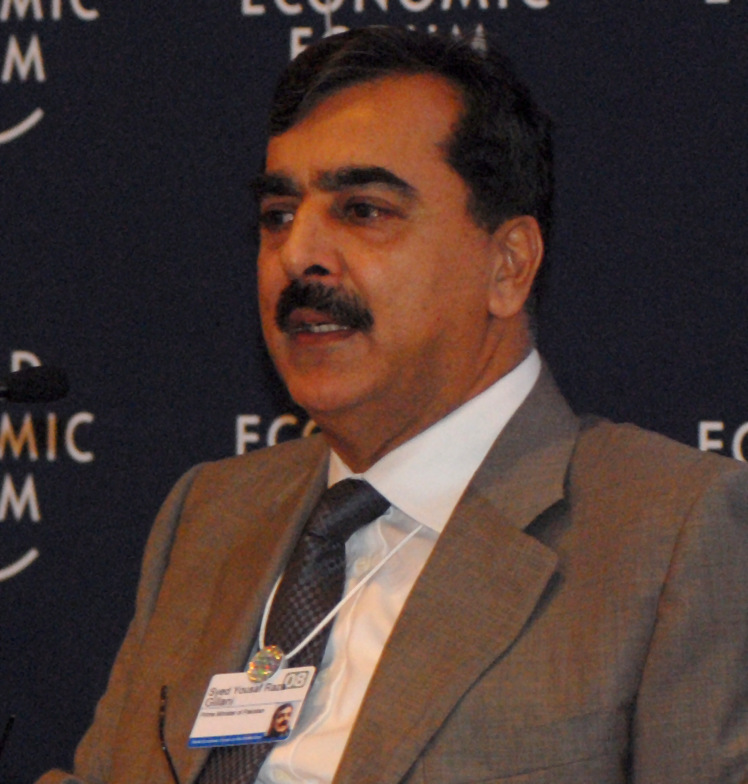
Yousaf Raza Gillani, primer ministre

La guerra impopular a l'Afganistan, la suspensió del cap de la justícia, i l'estat d'emergència havien debilitat la presidència de Musharraf i els seus aliats, i en les eleccions parlamentàries de 2008, el vot massiu afavorí les forces anti-Musharraf amb el retorn del Partit Popular del Pakistan i la Lliga Musulmana del Pakistan.
Després de les eleccions, Yousaf Raza Gillani del Partit Popular del Pakistan com a primer ministre va formar un govern de coalició amb els conservadors de centredreta de la Lliga Musulmana del Pakistan, i altres partits de províncies. Aquesta aliança impulsà l'acusació de l'anterior president. Tanmateix, aviat els conservadors de dreta deixaren el govern a causa de discrepàncies quant a la restauració de jutges, i es convertien en el partit d'oposició més gran al parlament, després de nomenar el líder de l'oposició.
En l'elecció presidencial que va seguir la renúncia del president Pervez Musharraf, Asif Ali Zardari del Partit Popular fou elegit president del Pakistan. El govern del Partit Popular del Pakistan afrontava els desafiaments d'una guerra veïna, una disputa territorial sense tancar, i les habituals discussions polítiques internes. El govern del Partit Popular ordenà a les forces armades llançar campanyes militars contra els talibans, que reprimiren i aixafaren les forces talibanes.
Pakistan, governat pel Partit Popular, feu la transició del sistema semipresidencial existent a una democràcia parlamentària amb la 18a esmena a la Constitució, que retirava el poder del president de dissoldre el parlament unilateralment. Aquesta esmena constitucional es considera un pas essencial cap a la democràcia parlamentària al país; fa marxa enrere de moltes esmenes a la constitució des de 1973, convertint el president en un cap d'estat cerimonial, i transfereix els poders al Primer Ministre. Encara que el govern feia passos per millorar les relacions amb els Estats Units i Occident, l'aliança amb l'esquerra afavoria l'aliança amb Rússia. El govern del Partit Popular adoptà elements de política exterior del seu líder Zulfikar Ali Bhutto quan es decidia a donar més importància a la relació amb Rússia, i la cooperació que s'aturà el 1970 després de la destitució de Bhutto. El 2012, el govern es va esforçar a intensificar les relacions establertes amb Rússia després del viatge secret del ministre d'Afers Exteriors del país. Des de 2011, les relacions amb Rússia arribaren al màxim nivell quan el president Zardari se n'anà a Moscou, el primer viatge oficial de qualsevol cap d'estat del Pakistan en 37 anys. A canvi, el comandant rus Alexander Postnikov feia una visita sorpresa al Pakistan. El viatge de Postnikov era el primer viatge de la seva classe de qualsevol oficial militar superior de l'anterior Unió Soviètica en els darrers anys.
El 2010 i 2011, el sentiment antiamericà arribà al màxim nivell després que un contractista de la CIA matés civils a Lahore i la mort d'Ossama bin Laden a Abbottabad durant un atac aerotransportat dels equips d'elit i comandos nord-americans sense el coneixement de govern del Pakistan, personalment autoritzada pel president Barack Obama, mentre els oficials superiors dels EUA obertament culpaven el govern de Partit Popular de donar suport a la xarxa d'encobriment d'al-Qaeda.
En 12 de maig de 2013, Nawaz Sharif guanya les eleccions, marcades per la violència dels talibans.